# Snookerweltmeisterschaft
Die Snookerweltmeisterschaft (offiziell World Snooker Championship) ermittelt alljährlich den Weltmeister im Profi-Snooker. Ausrichter des Turniers ist der Snooker-Weltverband WPBSA.
Die höchsten Preisgelder und die meisten vergebenen Weltranglistenpunkte machen die Weltmeisterschaft zum wichtigsten und prestigeträchtigsten Turnier der Saison. Darüber hinaus ist sie ein Snookerturnier mit einer sehr langen Tradition, die WM wurde bereits 1927 zum ersten Mal ausgetragen.
Seit 1977 findet die Endrunde ab Ende April für die Dauer von 17 Tagen im Crucible Theatre in Sheffield statt und bildet jeweils den Saisonabschluss der World Snooker Tour. Amtierender Weltmeister ist der Chinese Zhao Xintong. Joe Davis, der bis 1946 die ersten 15 WM-Titel in Folge gewann, ist Rekordweltmeister. Den Rekord der modernen Ära halten Stephen Hendry und Ronnie O’Sullivan mit je insgesamt sieben Titeln.

## Geschichte

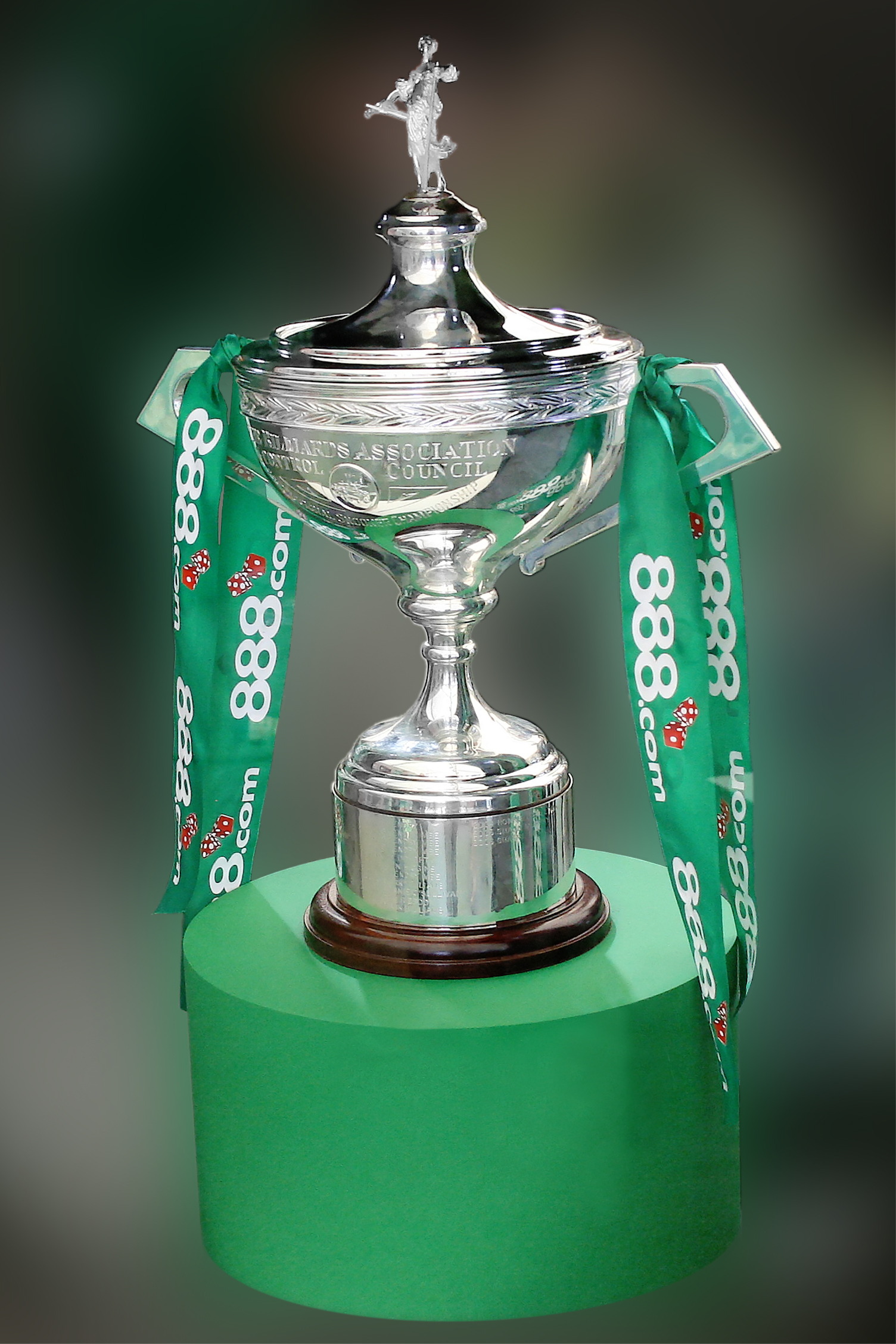
Die Weltmeisterschafts-Trophäe

### Überblick
Zum ersten Mal wurde die Snookerweltmeisterschaft 1927 in Birmingham ausgetragen. Der Engländer Joe Davis, der auch in der Folgezeit das Snooker klar dominierte, war der erste Weltmeister. Bis 1940 – ab dann konnten die Titelkämpfe wegen des Zweiten Weltkrieges nicht mehr ausgetragen werden – blieb er in allen 14 Weltmeisterschaftsturnieren ungeschlagen. Als das Turnier 1946 wieder ausgetragen wurde, gewann er seinen 15. und letzten Titel und trat als ungeschlagener Champion ab. In den späten 1940er und frühen 1950er Jahre waren sein jüngerer Bruder Fred Davis und der Schotte Walter Donaldson die erfolgreichsten Spieler.
1952 kam es zum Bruch zwischen dem damaligen Verband BACC (Billards Association and Control Council) und der Spielervereinigung, sodass in diesem Jahr zwei Weltmeisterschaften ausgetragen wurden. In den folgenden Jahren wurde nur das von den Spielern organisierte Turnier als Professional Matchplay Championship fortgesetzt. Fred Davis dominierte diese Epoche, bis die Titelkämpfe 1958 eingestellt wurden.
1964 kehrte man zur Weltmeisterschaft in Form von Challenge-Matches zurück, bei denen jeweils ein Herausforderer gegen den Titelverteidiger antrat. In dieser Zeit war der Engländer John Pulman Seriensieger. 1969 kehrte man zur Austragung in Turnierform zurück. In den 1970er Jahren ragte der Waliser Ray Reardon mit insgesamt sechs Weltmeistertiteln heraus.
Der Austragungsort des Turniers wechselte zunächst häufig, bis das Crucible Theatre in Sheffield 1977 fester Austragungsort wurde. Ein Jahr später begann die BBC mit ihrer umfangreichen Berichterstattung im Fernsehen. Diese beförderte die zunehmende Popularität der Weltmeisterschaft, was sich auch in höheren Preisgeldern niederschlug. In den 1980er Jahren war es der Engländer Steve Davis, der mit modernem, breakorientiertem Spiel die Konkurrenz beherrschte. Er konnte zwischen 1981 und 1989 sechs Mal den Titel gewinnen, zwei weitere Male stand er im Finale. Das Endspiel 1985 zwischen Davis und Dennis Taylor erzielte die höchsten Einschaltquoten einer Sportübertragung im britischen Fernsehen.
Die beginnenden 1990er Jahre waren von dem Duell der Spieler Stephen Hendry und Jimmy White geprägt, die zwischen 1990 und 1994 gleich viermal im Finale aufeinandertrafen. Hendry hatte stets das bessere Ende für sich. Jimmy White dagegen ging mit insgesamt sechs Finalniederlagen als einer der besten Spieler ohne Weltmeistertitel in die Snookergeschichte ein. Hendry ist gemeinsam mit Ronnie O’Sullivan mit sieben Titeln Rekordweltmeister der modernen Snooker-Ära.
Seit Ende der 1990er Jahre ist die Weltspitze enger zusammengerückt. Nach Hendry gelang es bis 2013 (Ronnie O’Sullivan) keinem Spieler mehr, seinen Titel zu verteidigen. Neben O’Sullivan gehören John Higgins und Mark Selby mit jeweils vier Weltmeistertiteln zu den erfolgreichsten Spielern des neuen Jahrtausends.
| Jahr | Weltmeister |
| ---- | ----------- |
| 1927 | Joe Davis   |
| 1928 | Joe Davis   |
| 1929 | Joe Davis   |
| 1930 | Joe Davis   |
| 1931 | Joe Davis   |
| 1932 | Joe Davis   |
| 1933 | Joe Davis   |
| 1934 | Joe Davis   |
| 1935 | Joe Davis   |
| 1936 | Joe Davis   |
| 1937 | Joe Davis   |
| 1938 | Joe Davis   |
| 1939 | Joe Davis   |
| 1940 | Joe Davis   |

### Die frühen Jahre: 1927 bis 1940
Bereits ab 1870 wurden Weltmeisterschaften in der Disziplin English Billiards veranstaltet. Daraus entwickelte sich Ende des 19. Jahrhunderts der Snookersport, der 1919 ein einheitliches Regelwerk bekam.
1924 regten einige Spieler dann die Veranstaltung einer offiziellen Snookerweltmeisterschaft beim Verband an. Das BACC befand jedoch, dass der Snookersport dafür noch nicht populär genug sei.

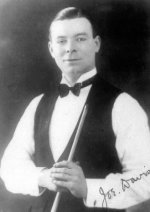
Rekordweltmeister Joe Davis

In den Anfangsjahren der Weltmeisterschaft wurde an verschiedenen Orten und über einen Zeitraum von mehreren Monaten (meist von November bis Mai) gespielt. So wurde die erste WM-Partie am 29. November 1926 gestartet und am 6. Dezember beendet. Ausgetragen wurde sie zwischen Melbourne Inman und Tom Newman in der Thurston’s Hall am Leicester Square in London und sie endete mit 8:5 für Inman. Das Finale der WM 1927 wurde schließlich vom 9. bis 12. Mai 1927 in der Camkin’s Hall in Birmingham ausgetragen. Joe Davis gewann das Endspiel gegen Tom Dennis mit 20:11 Frames. Als Sieger erhielt er ein Preisgeld von 6,10 £. Mit 60 Punkten erzielte Albert Cope das höchste Break der Erstauflage der Weltmeisterschaft, gefolgt von Davis mit 57. Insgesamt nahmen 10 Spieler an der WM teil.
Bei der zweiten Weltmeisterschaft im folgenden Jahr spielten zunächst sechs Spieler um das Recht, Titelverteidiger Davis herauszufordern. Dabei setzte sich Fred Lawrence durch, der Tom Newman im Entscheidungsspiel mit 12:7 bezwang. Davis verteidigte seinen Titel mit einem 16:13-Erfolg gegen Lawrence.
1929 sank die Teilnehmerzahl auf fünf Spieler. Davis konnte seinen Titel im Finale, das diesmal in Nottingham stattfand, durch einen 19:14-Sieg über Tom Dennis verteidigen.
In den folgenden Jahren stagnierte die WM in Bezug auf die Teilnehmerzahl. Während bei Davis’ abermaligem Sieg 1930 in London, bei dem er mit 79 zudem ein neues höchstes Break bei Weltmeisterschaften erzielte, noch sechs Teilnehmer an den Start gingen, erreichte die Teilnehmerzahl 1931 mit zwei Spielern einen historischen Tiefstand. Davis gewann das Spiel gegen Dennis im Hinterzimmer eines Pubs in Nottingham, das auch noch Dennis selbst gehörte. Bis 1935 betrug die Teilnehmerzahl zwischen zwei und fünf Spieler, wobei Davis seinen Titel stets verteidigen konnte. Mit dem Neuseeländer Clark McConachy, der 1932 im Halbfinale Dennis bezwang, konnte dann erstmals ein Nicht-Engländer Joe Davis im Finale herausfordern.
Ab 1935 wurde die Thurston’s Hall in London fester Austragungsort für die folgenden sechs Weltmeisterschaften. Dort wurde auch das erste Century-Break der Weltmeisterschafts-Historie erzielt, im Halbfinale 1935 gelang Joe Davis eine Serie von 110 Punkten.
1936 gab es mit zwölf Akteuren einen neuen Teilnehmerrekord. Davis’ Dominanz blieb jedoch ungebrochen: Mit 34:27 bezwang er Horace Lindrum aus Australien. Zur Neuauflage dieses Endspiels kam es ein Jahr später; erneut behielt Davis die Oberhand, auch wenn sein Sieg mit 32:29 knapper ausfiel. 1938 nahm Lindrum nicht an der Weltmeisterschaft teil, so dass es mit dem Engländer Sidney Smith einen neuen Finalgegner für Seriensieger Davis gab. Smith schaltete im Halbfinale Fred Davis, den jüngeren Bruder von Joe, aus, der im Jahr zuvor erstmals teilgenommen hatte. Allerdings musste sich auch Smith im Finale Joe Davis mit 27:34 geschlagen geben. 1939 nahmen bereits 15 Spieler am Turnier teil; erneut waren es Joe Davis und Smith, die ins Finale einzogen, das Davis mit 43:30 gewann.
1940 fand wegen des Zweiten Weltkriegs zum vorläufig letzten Mal eine Weltmeisterschaft statt. Erstmals kam es im Endspiel zum Duell der Brüder Joe und Fred Davis. Joe gewann seinen vierzehnten Weltmeistertitel mit 37:36.
| Jahr | Weltmeister      |
| ---- | ---------------- |
| 1946 | Joe Davis        |
| 1947 | Walter Donaldson |
| 1948 | Fred Davis       |
| 1949 | Fred Davis       |
| 1950 | Walter Donaldson |
| 1951 | Fred Davis       |
| 1952 | Horace Lindrum   |

### Wiederaufnahme des Spielbetriebs ab 1946
1946 gewann Joe Davis zum 15. und letzten Mal, er ist damit Rekordweltmeister. Da er fortan nicht mehr an den Weltmeisterschaften teilnahm, blieb er ungeschlagen.
1947 galt Joes jüngerer Bruder Fred als klarer Favorit auf den Titel. Es war jedoch der Schotte Walter Donaldson, der als erster Weltmeister nach der Ära von Joe Davis in die Snookergeschichte einging, als er in London im Finale Fred Davis überraschend mit 82:63 besiegte. Auch in den folgenden Jahren dominierte der Zweikampf zwischen Fred Davis und Donaldson die Endspiele. 1948 und 1949 gelang es Davis, den Titel zu gewinnen; 1950 hingegen konnte sich Donaldson bei der erstmals im Tower Circus in Blackpool ausgetragenen Weltmeisterschaft wieder gegen Davis durchsetzen.
| Jahr | Weltmeister |
| ---- | ----------- |
| 1952 | Fred Davis  |
| 1953 | Fred Davis  |
| 1954 | Fred Davis  |
| 1955 | Fred Davis  |
| 1956 | Fred Davis  |
| 1957 | John Pulman |

### Professional Matchplay Championship: 1952 bis 1957
1952 kam es nach Streitigkeiten zwischen dem Billiards Association and Control Council (BACC) und einigen Spielern zur Austragung von zwei Weltmeisterschaften. Die Spielervereinigung, die von Joe Davis angeführt wurde, warf dem BACC vor, einen zu großen Teil der WM-Einnahmen einzubehalten. Am BACC-Turnier nahmen lediglich zwei Spieler (Horace Lindrum aus Australien und Clark McConachy aus Neuseeland) teil. Es wurde in der Houldsworth Hall in Manchester ausgetragen. Lindrum, der das längste Finale der Geschichte mit 94:49 gewann, wird in einigen Statistiken nicht als Snookerweltmeister geführt, da das von den Spielern organisierte Professional Matchplay Championship zumeist als die „echte“ Weltmeisterschaft angesehen wird (so auch vom derzeitigen Snooker-Weltverband WPBSA). Andererseits erwähnen die beiden größten Snookerarchive im Internet Lindrums Erfolg in ihren Statistiken. Die beiden vorherigen Weltmeister, Donaldson und Davis, boten Lindrum nach seinem Sieg jeweils ein Spiel um 500 £ an, um den „wahren Weltmeister“ zu ermitteln. Dieser bestritt jedoch, jemals eine schriftliche Einladung zu solch einem Duell bekommen zu haben.
Davis setzte seine Siegesserie beim Professional Matchplay Championship fort, indem er zwischen 1952 und 1954 – erneut jeweils im Finale gegen Donaldson – den Titel errang. Ab 1955 trat Donaldson nicht mehr an und so gelang es dem Engländer John Pulman erstmals in das Finale einzuziehen; dort behielt jedoch Davis mit 37:34 die Oberhand. Die Neuauflage des Endspiels ein Jahr später entschied Davis mit nur drei Frames Differenz erneut für sich. 1957 kam es auf Jersey zum vorerst letzten Weltmeisterschaftsturnier. In Abwesenheit von Davis bezwang Pulman den Nordiren Jackie Rea mit 39:34. Inzwischen war die Beteiligung am Turnier stark rückläufig und das Teilnehmerfeld auf zuletzt vier Spieler geschrumpft.
Zwischen 1958 und 1963 wurde die Weltmeisterschaft nicht mehr ausgetragen.
| Jahr | Weltmeister |
| ---- | ----------- |
| 1964 | John Pulman |
| 1964 | John Pulman |
| 1965 | John Pulman |
| 1965 | John Pulman |
| 1965 | John Pulman |
| 1966 | John Pulman |
| 1968 | John Pulman |

### Challenge Matches: 1964 bis 1968
Mit dem Einverständnis des BACC führte Rex Williams die Weltmeisterschaft 1964 auf Basis von Herausforderungsduellen (engl.: Challenge Matches) wieder ein. Die Weltmeisterschaften wurden fortan nicht mehr in Turnierform ausgetragen, sondern ein einzelner Spieler durfte den amtierenden Weltmeister herausfordern; ähnlich wird dies beispielsweise im Boxen oder Schach gehandhabt.
Die Duelle fanden unregelmäßig und manchmal sogar mehrmals pro Jahr statt. Insgesamt kam es in den fünf Jahren zwischen 1964 und 1968 zu sieben Duellen. Der amtierende Weltmeister aus dem Jahr 1957, John Pulman, entschied alle seine Challenge Matches für sich. Als Herausforderer traten Davis (3×), Williams (2×), der Südafrikaner Fred Van Rensburg sowie Eddie Charlton aus Australien an.
1965 erzielte Rex Williams mit 142 Punkten gegen Pulman ein neues höchstes Break. Damit brach er den 19 Jahre alten Rekord von Joe Davis. Zwei der drei Duelle, die 1965 stattfanden, wurden an verschiedenen Orten in Südafrika gespielt. Somit wurde erstmals eine Snookerweltmeisterschaft nicht im Vereinigten Königreich entschieden.
| Jahr | Weltmeister  |
| ---- | ------------ |
| 1969 | John Spencer |
| 1970 | Ray Reardon  |
| 1971 | John Spencer |
| 1972 | Alex Higgins |
| 1973 | Ray Reardon  |
| 1974 | Ray Reardon  |
| 1975 | Ray Reardon  |
| 1976 | Ray Reardon  |

### Knockout-Turniere: 1969 bis 1976
Ab 1969 kehrte man wieder zur klassischen Turnierform zurück. Die 1968 gegründete World Professional Billiards & Snooker Association (WPBSA) ist seither der organisierende Weltverband. Mit John Spencer gab es einen neuen Weltmeister, der sich in einem Feld von acht Teilnehmern in London durchsetzte. Mit der Zigarettenmarke Player’s No. 6 gab es erstmals einen Hauptsponsor für das Turnier.
Im Folgejahr gewann Ray Reardon aus Wales seinen ersten Weltmeisterschaftstitel. 1971 wechselte der Austragungsort des Turniers von London nach Australien. Dort spielte man zunächst in einer Gruppenphase, in der sich die vier bestplatzierten Spieler für das Halbfinale qualifizierten. Spencer holte schließlich seinen zweiten Titel. 1972 kehrte das Turnier nach England (Birmingham) zurück. Dort siegte der Nordire Alex Higgins im Finale gegen Titelverteidiger Spencer.
1973 und 1974 siegte jeweils Reardon in Manchester durch Finalerfolge über Charlton bzw. Graham Miles. Ein Jahr darauf wurde die Weltmeisterschaft erneut in Australien ausgetragen. In Melbourne besiegte Reardon in einer Neuauflage des Endspiels von 1973 Lokalmatador Charlton mit 38:30.
1976 wurde mit der Zigarettenmarke Embassy ein Hauptsponsor gewonnen, der bis ins Jahr 2005 als Namensgeber des Turniers fungierte. Das Turnierpreisgeld konnte so auf 6.000 £ für den Sieger angehoben werden. In Middlesbrough siegte Reardon zum vierten Mal in Folge, diesmal gegen Alex Higgins, den Weltmeister von 1972.

### Crucible-Ära
Mit Einführung der Snookerweltrangliste in der Saison 1976/77 wurde das Turnier ins Crucible Theatre in Sheffield verlegt. Der 980 Zuschauer fassende Hauptsaal ist seitdem Austragungsort der Titelkämpfe. Die Fortführung der Traditionsveranstaltung ist bis 2027 vertraglich gesichert.
Der Unternehmer und Snookerspieler Mike Watterson übernahm 1977 die Aufgabe als Promoter der Snookerweltmeisterschaft. Sein Ziel war es, das Image des Snookersports insgesamt zu verbessern. Laut eigener Aussage hatte er es satt, professionelles Snooker an Orten wie Flugzeug-Hangars zu sehen, die kalt und verraucht waren und wo die Zuschauer auf Bänken sitzen mussten. Dies wären Bedingungen, die er weder als Spieler noch als Zuschauer ewig aushalten wollte. Auf Anraten seiner Frau Carole sah er sich im August 1976 das Crucible Theatre etwas genauer an. Mit den abgestuften Sitzreihen und der tiefergelegenen Grube erinnerte ihn das Innere des Gebäudes an die Thurston’s Hall, die in den 1930er Jahren als Austragungsort einiger Snookerweltmeisterschaften gedient hatte. Obwohl Watterson zunächst keinen Sponsor für das Turnier gefunden hatte, versprach er den Spielern ein Preisgeld von 17.000 £. Nachdem die Suche nach einem lokalen Sponsor endgültig gescheitert war, schloss er schließlich einen Vertrag mit Embassy ab, das schon das Turnier in Manchester im Jahr zuvor gesponsert hatte – damit war das Preisgeld garantiert.
Eine Eintrittskarte kostete damals 0,75 £ für eine Vormittagssession und 3,50 £ für das Finale. Bereits am ersten Tag wurden die erwarteten Besucherzahlen weit überschritten. Während am Vormittag 350 zahlende Zuschauer kamen, waren es am ersten Abend bereits 550. Insgesamt kamen während des Turniers mehr als 20.000 Zuschauer.

“Throughout the doldrum years of the late fifties and early sixties we lived in hope that the game would receive wider coverage but we never thought it would reach the heights it now has. One of the biggest turning-points was Mike Watterson’s decision to use the Crucible Theatre in Sheffield for the world championship and the increased involvement of the television companies which followed. […] The event is now accepted as one of the great sporting occasions and Sheffield is now the natural home of the world game.”

„Während der Flauten-Jahre in den späten 50er und frühen 60er Jahren hofften wir, dass das Spiel eine größere Reichweite erzielen könnte, aber wir hätten nie geglaubt, dass es eine solche Blütezeit erreichen würde. Einer der größten Wendepunkte war Mike Wattersons Entscheidung, das Crucible Theatre in Sheffield als Austragungsort für die Weltmeisterschaft zu nutzen, und die zunehmende Anteilnahme der Fernsehsender. […] Das Turnier ist nun als eine der größten Sportveranstaltungen anerkannt und Sheffield ist nun die Heimat des inzwischen weltweit verbreiteten Snookersports.“

Der Wechsel ins Crucible Theatre gilt als Beginn der „modernen Ära“ im Snooker, da sich die Sportart fortan zu dem Leistungssport mit der heutigen Popularität entwickelte. Begünstigt durch die 1978 einsetzende tägliche TV-Übertragung durch die BBC wurden auch das Teilnehmerfeld, die Leistungsdichte, das Preisgeld und das allgemeine Interesse daran kontinuierlich größer. Ein weiterer Erfolgsfaktor war ein nun nahezu gleichbleibender Turniermodus.

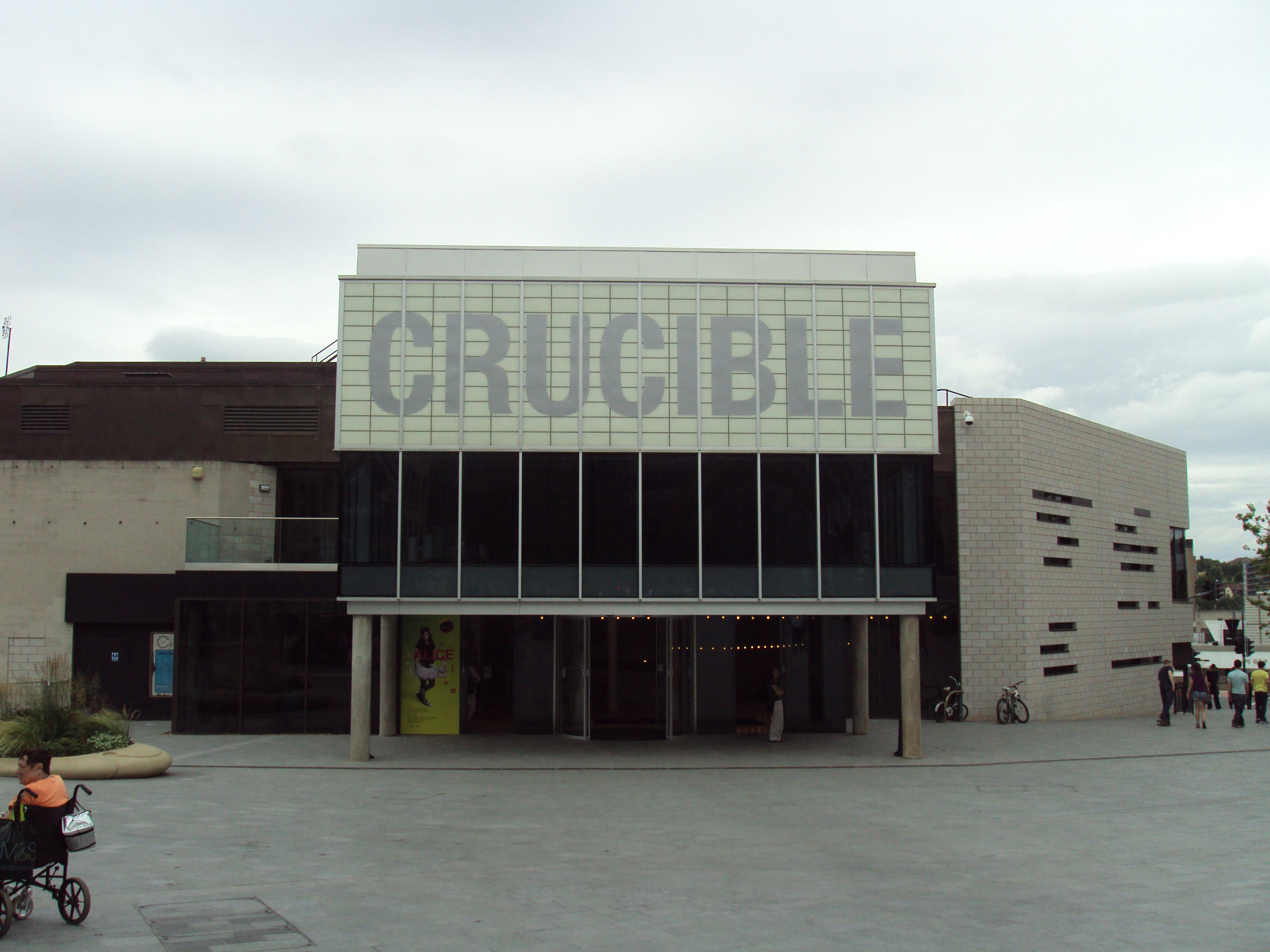
Das Crucible Theatre (Vorderansicht)
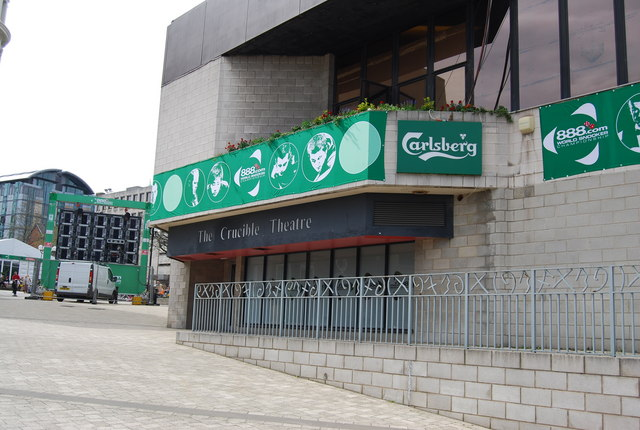
Das Crucible Theatre (Hinteransicht)
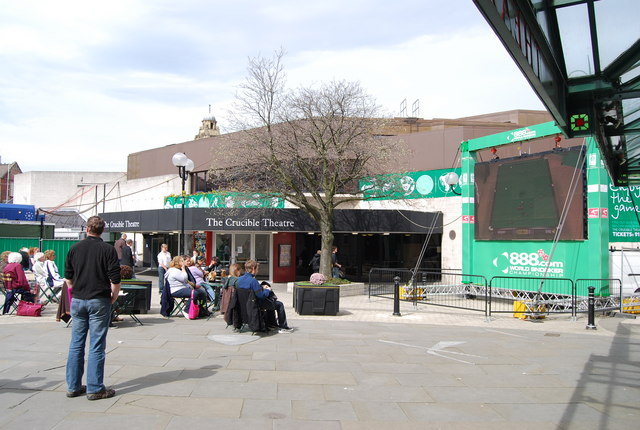
Public Viewing außerhalb der Arena (2008)

| Jahr | Weltmeister     |
| ---- | --------------- |
| 1977 | John Spencer    |
| 1978 | Ray Reardon     |
| 1979 | Terry Griffiths |
| 1980 | Cliff Thorburn  |
| 1981 | Steve Davis     |
| 1982 | Alex Higgins    |
| 1983 | Steve Davis     |
| 1984 | Steve Davis     |
| 1985 | Dennis Taylor   |
| 1986 | Joe Johnson     |
| 1987 | Steve Davis     |
| 1988 | Steve Davis     |
| 1989 | Steve Davis     |

#### 1977 bis 1989
Beim ersten Turnier im Crucible Theatre gewann Spencer seinen insgesamt dritten Titel durch einen Finalsieg über Cliff Thorburn aus Kanada. In den folgenden Jahren kam es zu einer Verbreiterung der Leistungsdichte unter den Spielern, daher konnte zunächst kein Teilnehmer mehr zweimal hintereinander den Weltmeisterschaftstitel gewinnen.
Nachdem 1978 Ray Reardon seine sechste und letzte Trophäe gewonnen hatte, war es ein Jahr später sein Landsmann Terry Griffiths, der völlig überraschend als ungesetzter Spieler bei seinem erst zweiten Profiturnier den Titel gewann. Das Preisgeld war inzwischen auf 35.500 £ gestiegen, wovon 10.000 £ an den Sieger gingen.
1980 siegte mit Thorburn erstmals ein Kanadier und damit zum zweiten Mal ein Nicht-Europäer bei einer Weltmeisterschaft. Neben Thorburn gab es zu dieser Zeit mit Spielern wie Kirk Stevens, Bill Werbeniuk und Bob Chaperon auch andere Kanadier in der Weltspitze. Die letzten Frames des Endspiels wurden von dem Ereignis der Geiselnahme in der Iranischen Botschaft in London überschattet.
1981 war es dann mit Steve Davis – nicht verwandt mit Joe und Fred Davis – wieder ein Engländer, der den Titel gewann. Nachdem er im Viertel- und Halbfinale die Weltmeister der beiden vorangegangenen Jahre, Griffiths und Thorburn, bezwungen hatte, sicherte er sich den Titel mit einem 18:12-Sieg über Doug Mountjoy aus Wales. 1982 setzte sich noch einmal Alex Higgins durch, der zehn Jahre zuvor seinen ersten Weltmeisterschaftstitel gewonnen hatte. Sein Gegner war Reardon, der mit 49 Jahren sein letztes Weltmeisterschaftsfinale bestritt. Das insgesamt ausgeschüttete Turnierpreisgeld überschritt erstmals die Marke von 100.000 £.
Cliff Thorburn gelang 1983 im Achtelfinale gegen Griffiths das erste Maximum Break bei einer Weltmeisterschaft. Es war zudem erst das zweite offizielle Break dieser Art, das bei einem Profiturnier gespielt wurde. Für diese Leistung gab es eine Extraprämie in Höhe von 8.000 £. Weltmeister wurde allerdings zum zweiten Mal Steve Davis, der Thorburn im Finale mit 18:6 deutlich besiegte.
Mit der immer größer werdenden Beliebtheit des Turniers und dem jährlich wachsenden Preisgeld stieg auch die Zahl der Spieler, die an der Weltmeisterschaft teilnehmen wollten, deutlich an. 1984 waren es beispielsweise bereits 94 Teilnehmer, sodass bereits mehrere Vorrundenspiele nötig waren. Steve Davis verteidigte als erster Spieler seinen Weltmeistertitel im Crucible Theatre. Fred Davis stellte bei seiner letzten Teilnahme im Alter von 70 Jahren den immer noch gültigen Rekord auf für den ältesten Spieler in einer Weltmeisterschaftspartie der Crucible-Ära.
Beim Finale 1985 zwischen Steve Davis und Dennis Taylor verfolgten noch weit nach Mitternacht 18,5 Millionen Briten die Entscheidung, die nach 35 Frames erst mit dem letzten schwarzen Ball fiel. Taylor gewann beim sogenannten Black ball final, das als eines der knappsten und spannendsten der Snookergeschichte gilt, seinen einzigen Weltmeisterschaftstitel. Die Einschaltquote war die bis dahin höchste bei einem britischen Sportereignis und bei einer Übertragung nach Mitternacht.
Mit Joe Johnson – 18:12-Sieg gegen Davis – gewann 1986 ein Außenseiter das Turnier. Nie zuvor hatte er ein Match im Crucible Theatre gewonnen, sodass er von Wettanbietern bei einer Quote von 1:150 gehandelt wurde. Ein Jahr später nahm Davis mit einem 18:14-Finalsieg über Johnson Revanche. Auch in den Jahren 1988 und 1989 gewann Davis den Titel, wobei er 1989 John Parrott mit 18:3 die deutlichste Finalniederlage aller Zeiten beibrachte.

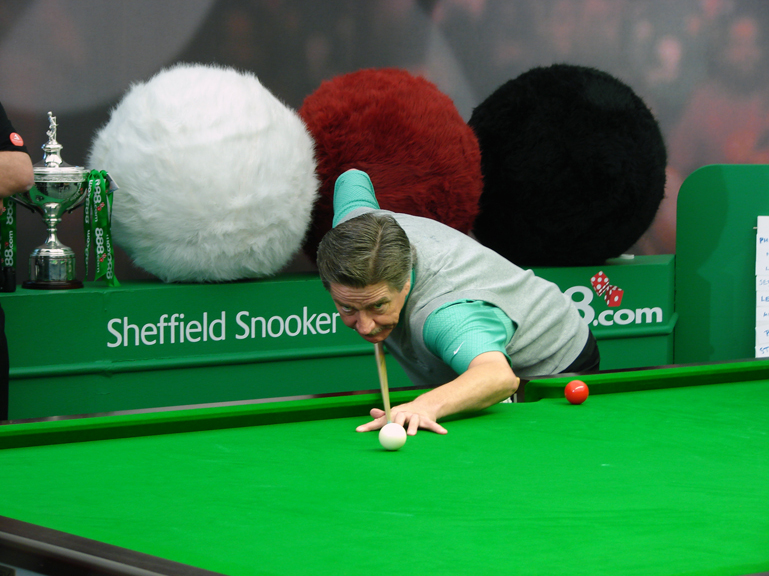
Cliff Thorburn – Weltmeister 1980
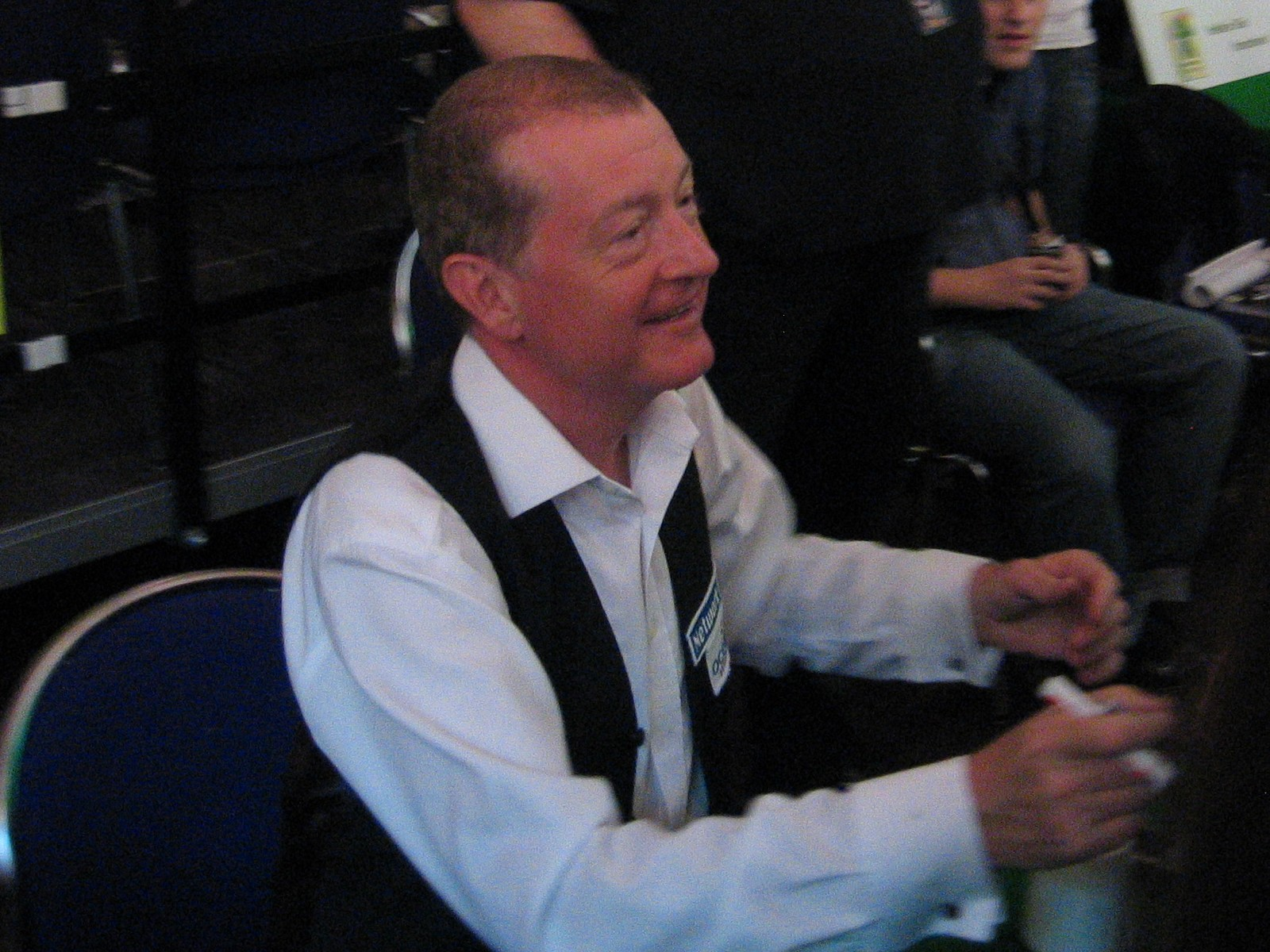
Steve Davis – sechsfacher Weltmeister in den 1980er Jahren
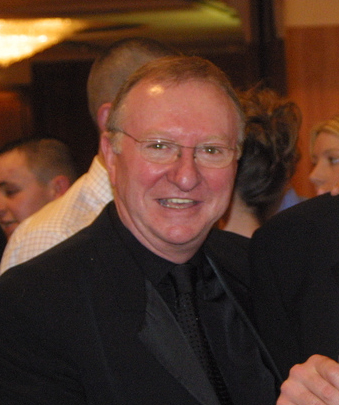
Dennis Taylor – Weltmeister 1985

| Jahr | Weltmeister    |
| ---- | -------------- |
| 1990 | Stephen Hendry |
| 1991 | John Parrott   |
| 1992 | Stephen Hendry |
| 1993 | Stephen Hendry |
| 1994 | Stephen Hendry |
| 1995 | Stephen Hendry |
| 1996 | Stephen Hendry |
| 1997 | Ken Doherty    |
| 1998 | John Higgins   |
| 1999 | Stephen Hendry |
| 2000 | Mark Williams  |

#### 1990 bis 2000
Im Jahr 1990 erreichte Davis erstmals seit 1982 nicht das Finale. Im Halbfinale unterlag er mit 14:16 gegen Jimmy White, der das Finale jedoch mit 12:18 gegen den damals 21-jährigen Schotten Stephen Hendry verlor. Hendry ist seitdem der jüngste Snookerweltmeister der Geschichte. Im Jahr darauf scheiterte Hendry schon im Viertelfinale gegen Steve James. Das Finale wurde zwischen Parrott und White ausgespielt, Parrott gewann die Partie mit 18:11.
Jimmy White gelang 1992 das zweite Maximum Break bei einer Weltmeisterschaft im Erstrundenmatch gegen Tony Drago aus Malta. Eine weitere Besonderheit in der ersten Runde war das 10:0 von Parrott gegen den Australier Charlton, der einzige Zu-Null-Sieg (whitewash) im Crucible Theatre. Im Finale kam es zur Neuauflage des Endspiels von 1990. Hendry gewann seinen zweiten Titel durch einen Lauf von 10 Framegewinnen in Folge (Rekord in einem Finale), nachdem White schon mit 14:8 geführt hatte.
1993 gelang James Wattana aus Thailand als erstem Spieler aus dem ostasiatischen Raum der Sprung ins Halbfinale, wo er allerdings White unterlag. Dieser musste sich abermals Hendry geschlagen geben, wobei die Niederlage mit 5:18 sehr deutlich ausfiel. Das Gesamtpreisgeld war mit exakt einer Million Pfund erstmals siebenstellig.
1994 kam es zum vierten und letzten Mal zum Aufeinandertreffen von White und Hendry in einem Weltmeisterschaftsfinale. Beim Stand von 17:17 verschoss White im entscheidenden Frame einen vermeintlich einfachen schwarzen Ball vom Spot, worauf Hendry mit einem 58er Break Frame und Match gewann. Das Duell zwischen White und Hendry wurde 1995 wiederholt, diesmal jedoch bereits im Halbfinale. Erneut gewann Hendry, wobei ihm im zwölften Frame ein Maximum Break gelang. Im Finale traf Hendry auf Nigel Bond, den er mit 18:9 bezwang. Andy Hicks gelang bei seinem Crucible-Debüt sofort der Sprung ins Halbfinale; der letzte Spieler, dem dies gelungen war, war Terry Griffiths gewesen, der Überraschungsweltmeister des Jahres 1979.
Im Weltmeisterschaftsfinale 1996 schaffte der Engländer Peter Ebdon neben Hendry den Finaleinzug. Ebdon schaltete auf dem Weg dahin White und Davis aus, doch gegen Hendry musste er sich mit 12:18 geschlagen geben. Mit insgesamt 48 Century-Breaks wurde bei dieser Weltmeisterschaft ein neuer Rekord aufgestellt, der jedoch schon zwei Jahre später wieder gebrochen werden sollte.
In der ersten Runde 1997 spielte Ronnie O’Sullivan das schnellste Maximum Break der Snookergeschichte. In nur 5 Minuten und 20 Sekunden erzielte er 147 Punkte. Die Weltmeisterschaft in diesem Jahr gewann als erster Ire Ken Doherty. Außerdem war er der erste Spieler, der sowohl IBSF-Amateurweltmeister (1989) als auch Profi-Weltmeister (1997) wurde. Mit dem 18:12-Finalerfolg über Hendry beendete er auch dessen Rekordserie von 29 hintereinander gewonnenen Begegnungen im Crucible.
1998 gelang Doherty erneut der Sprung ins Finale, in dem er jedoch dem erst 22-jährigen Schotten John Higgins unterlag. Im Jahr darauf gewann Hendry seinen siebten und letzten Weltmeistertitel. Damit überholte er Reardon und Steve Davis und wurde Rekordweltmeister der modernen Snooker-Ära. Im Finale gewann er gegen Mark Williams aus Wales mit 18:11. Dieser wurde dann ein Jahr später als erster Linkshänder Weltmeister. Im Finale bezwang er seinen Landsmann Matthew Stevens knapp mit 18:16.

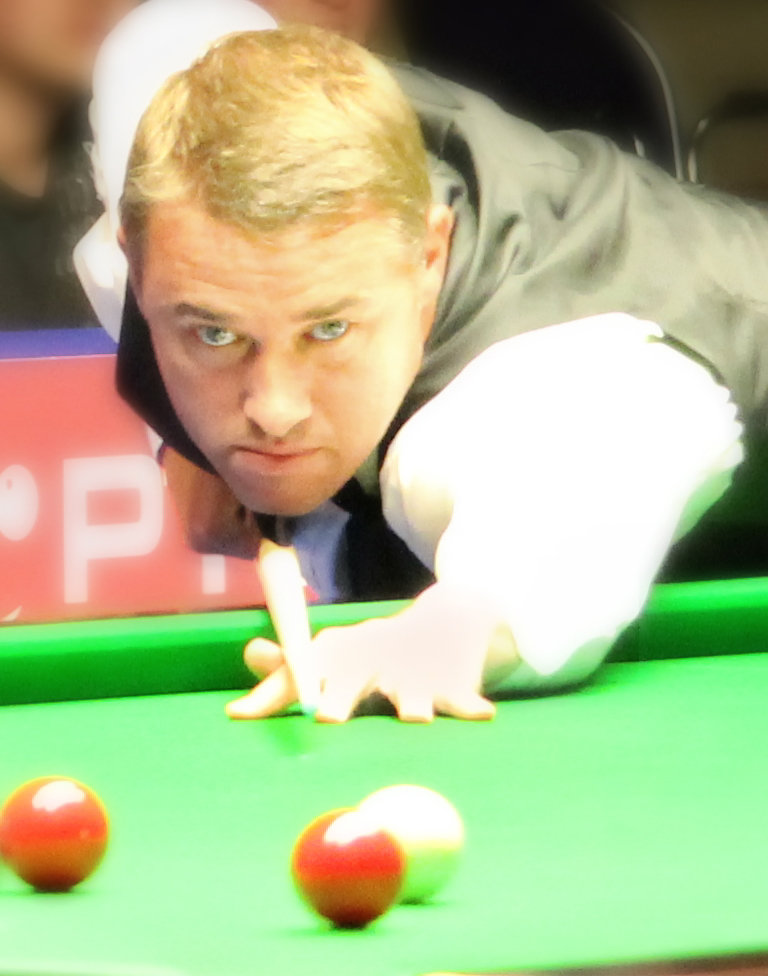
Stephen Hendry – siebenfacher Weltmeister in den 90er Jahren
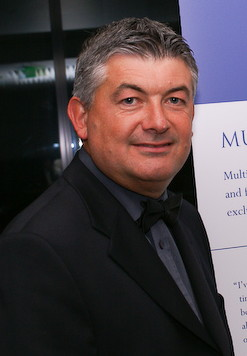
John Parrott – Weltmeister des Jahres 1991
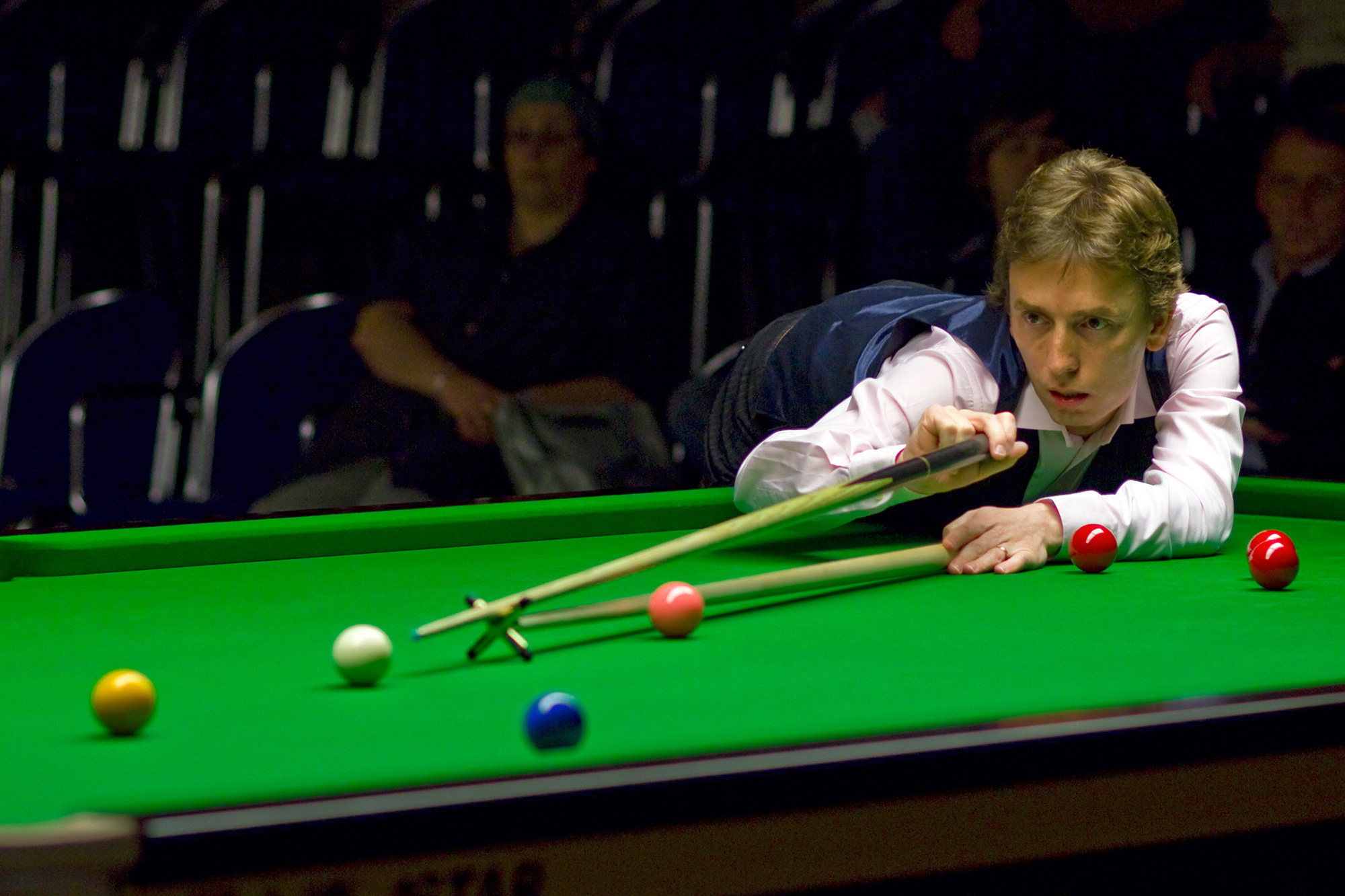
Ken Doherty – Weltmeister des Jahres 1997
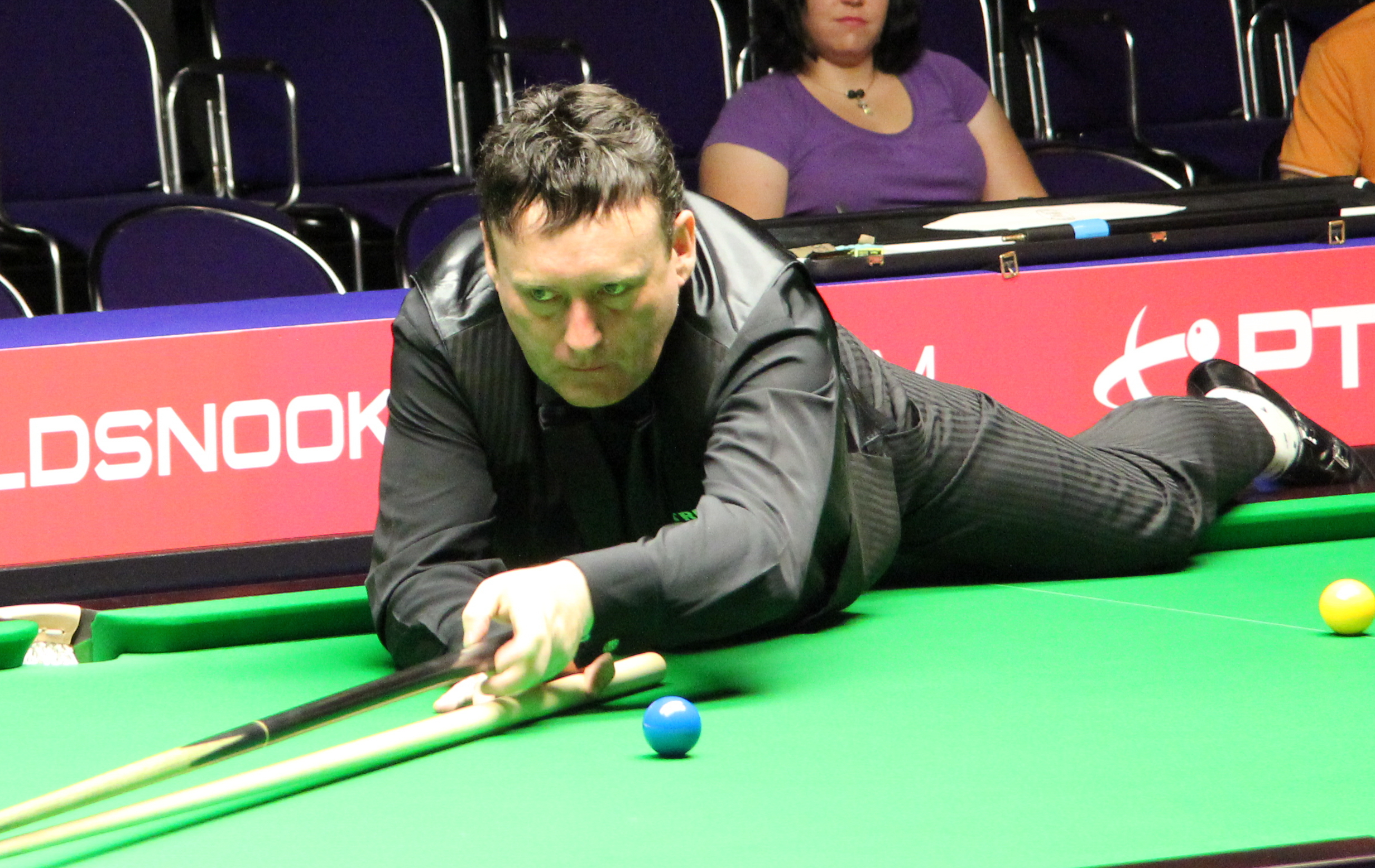
Jimmy White – sechsfacher Vize-Weltmeister

#### Ab 2001
| Jahr | Weltmeister       |
| ---- | ----------------- |
| 2001 | Ronnie O’Sullivan |
| 2002 | Peter Ebdon       |
| 2003 | Mark Williams     |
| 2004 | Ronnie O’Sullivan |
| 2005 | Shaun Murphy      |
| 2006 | Graeme Dott       |
| 2007 | John Higgins      |
| 2008 | Ronnie O’Sullivan |
| 2009 | John Higgins      |
| 2010 | Neil Robertson    |
| 2011 | John Higgins      |
| 2012 | Ronnie O’Sullivan |
| 2013 | Ronnie O’Sullivan |
| 2014 | Mark Selby        |
| 2015 | Stuart Bingham    |
| 2016 | Mark Selby        |
| 2017 | Mark Selby        |
| 2018 | Mark Williams     |
| 2019 | Judd Trump        |
| 2020 | Ronnie O’Sullivan |
| 2021 | Mark Selby        |
| 2022 | Ronnie O’Sullivan |
| 2023 | Luca Brecel       |
| 2024 | Kyren Wilson      |
| 2025 | Zhao Xintong      |

Mit den Siegen bei den Weltmeisterschaften 2001, 2004, 2008, 2012, 2013, 2020 und 2022 konnte Ronnie O’Sullivan als erster Spieler im neuen Jahrtausend sieben Weltmeisterschaften für sich entscheiden. Auch wenn er 2003 schon in der ersten Runde scheiterte, so konnte er zu diesem Zeitpunkt als einziger Spieler ein zweites Maximum Break bei einer Snookerweltmeisterschaft verbuchen. 2009 schaffte dies auch Hendry; allerdings hatte O’Sullivan im Jahr zuvor auf drei Maximum Breaks erhöht.
Dafür konnte Hendry einen anderen Rekord aufstellen: Ihm gelangen 2002 im Verlauf der Weltmeisterschaft 16 Century Breaks. Trotzdem musste er sich in seinem neunten Finale Peter Ebdon mit 17:18 geschlagen geben.
2003 holte sich Mark Williams seinen zweiten Weltmeisterschaftstitel. In einem engen Endspiel bezwang er Ken Doherty mit 18:16. Auch Dohertys vorherige Ergebnisse fielen allesamt knapp aus (10:9, 13:12, 13:8, 17:16), sodass er mit 132 von 137 möglichen Frames das bisher größte „Arbeitspensum“ eines Crucible-Finalisten absolvieren musste. 2003 erreichte das Turnierpreisgeld mit 1.682.900 £ ein Allzeithoch.
Der Überraschungsweltmeister des Jahres 2005, Shaun Murphy, hatte zu Beginn der Saison nur auf Platz 48 der Snookerweltrangliste gestanden. Somit ist Murphy der seit Einführung der Weltrangliste am niedrigsten gesetzte Spieler, der Weltmeister wurde. Obwohl er mit seinem Sieg lediglich auf Platz 21 vorrückte, war er als Weltmeister in der folgenden Saison bei allen Main-Tour-Turnieren gesetzt.
Die beiden folgenden Weltmeisterschaften gingen mit ihren langen Finalpartien in die Geschichte ein: 2006 musste Graeme Dott bis 0:52 Uhr Ortszeit kämpfen, um Ebdon mit 18:14 zu besiegen. Der längste Frame zwischen den beiden Kontrahenten dauerte 74 Minuten und 8 Sekunden und ist damit der längste Frame der Turniergeschichte. Obwohl John Higgins im Jahr 2007 einen Frame weniger benötigte, um Mark Selby mit 18:13 zu bezwingen, dauerte es noch einmal drei Minuten länger (bis 0:55 Uhr Ortszeit), bis er den Pokal schließlich zum zweiten Mal gewonnen hatte. Im Halbfinale gelang Higgins dabei das eintausendste Century Break, das im Crucible Theatre gespielt wurde.
Higgins’ dritter und vierter Titel folgten in den Jahren 2009 und 2011. Mit dem Australier Neil Robertson konnte 2010 erstmals nach 30 Jahren wieder ein Nicht-Europäer die Weltmeisterschaft gewinnen.
Bei der Weltmeisterschaft 2012 kam es im Finale zur Wiederauflage des Endspiels von 2008 zwischen O’Sullivan und Allister Carter, das O’Sullivan mit 18:11 gewann. Nach seiner Viertelfinalniederlage gegen Stephen Maguire gab Stephen Hendry seinen Rücktritt bekannt. In Runde eins hatte er noch sein drittes Maximum Break im Crucible erzielt. In der Saison nach seinem vierten Titel nahm O’Sullivan unter anderem aus gesundheitlichen Gründen an fast keinem Turnier teil, trat aber 2013 zur Titelverteidigung an. Obwohl er praktisch keine Turnierpraxis hatte, erreichte er wieder souverän das Finale und besiegte schließlich Barry Hawkins mit 18:12. Damit war er der dritte Spieler nach Steve Davis und Stephen Hendry, der seinen Crucible-Sieg im Jahr darauf wiederholen konnte.
Bei der Snookerweltmeisterschaft 2014 kam O’Sullivan zum dritten Mal in Folge ins Finale. Er schien nach einer 10:5-Führung auf einem guten Weg zum Titelhattrick, doch mit einem entschlossenen zweiten Finaltag drehte Mark Selby das Match zum 18:14 und festigte damit seinen Ruf als Comeback-Player. Für O’Sullivan war es die erste WM-Finalniederlage.
Im Jahr 2015 gab es ein Außenseiterfinale, das Stuart Bingham mit 18:15 gegen Shaun Murphy gewann.
Im Jahr darauf bei der Snookerweltmeisterschaft 2016 schaffte es mit dem Chinesen Ding Junhui erstmals ein Asiate, das Finale zu erreichen, wo er sich allerdings Mark Selby, dem Weltmeister von 2014, mit 14:18 geschlagen geben musste.
2017 gelang es Selby dann als viertem Spieler, im Crucible Theatre seinen WM-Titel zu verteidigen. Die Neuauflage der Paarung des Finales von 2007 gewann der Engländer mit 18:15. Drei Titel in Folge, wie es bis dahin nur Steve Davis und Hendry geschafft hatten, verpasste er aber 2018. Stattdessen gewann Mark Williams 15 Jahre nach seinem letzten Titel zum dritten Mal die WM. Damit war er mit 43 Jahren der zweitälteste Crucible-Weltmeister; nur Ray Reardon war 1978 noch zwei Jahre älter gewesen.
2019 gewann Judd Trump erstmals den Titel; er besiegte in der Wiederauflage des Finals von 2011 John Higgins mit 18:9. Die Ausgabe 2020 wurde im Zuge der COVID-19-Pandemie verschoben. Sie fand drei Monate später zwischen Ende Juli und Mitte August statt. Sieger wurde Ronnie O’Sullivan, der damit seinen sechsten WM-Titel gewann und damit auch der erste Spieler seit Joe Davis wurde, der 19 Jahre nach seinem ersten WM-Titel erneut erfolgreich war.
Bei der Snookerweltmeisterschaft 2021 sicherte sich Mark Selby im Finale gegen Shaun Murphy seinen vierten Weltmeistertitel. Erstmals in der WM-Geschichte standen sich Kontrahenten gegenüber, die mit Chris Henry von demselben Trainer gecoacht wurden. Wegen der COVID19-Pandemie wurden im Crucible Theater erst im Finale alle Plätze durch Zuschauer besetzt.
Im Jahr 2022 gewann Ronnie O’Sullivan seinen siebten Titel und stellte somit den Rekord von Stephen Hendry in der modernen Ära ein. Zugleich wurde er zum bis dato ältesten Weltmeister der Crucible-Ära.
2023 gelang es Luca Brecel als erstem Kontinentaleuropäer den Weltmeistertitel zu gewinnen. Er war zudem der jüngste Titelträger seit 2005, als Shaun Murphy den Titel holte. 2024 wurde Kyren Wilson nach einem 18:14 gegen den Überraschungsfinalisten Jak Jones zum ersten Mal Weltmeister.
2025 wurde mit dem Chinesen Zhao Xintong der erste Asiate Weltmeister, der sich mit 18:12 gegen Mark Williams durchsetze.

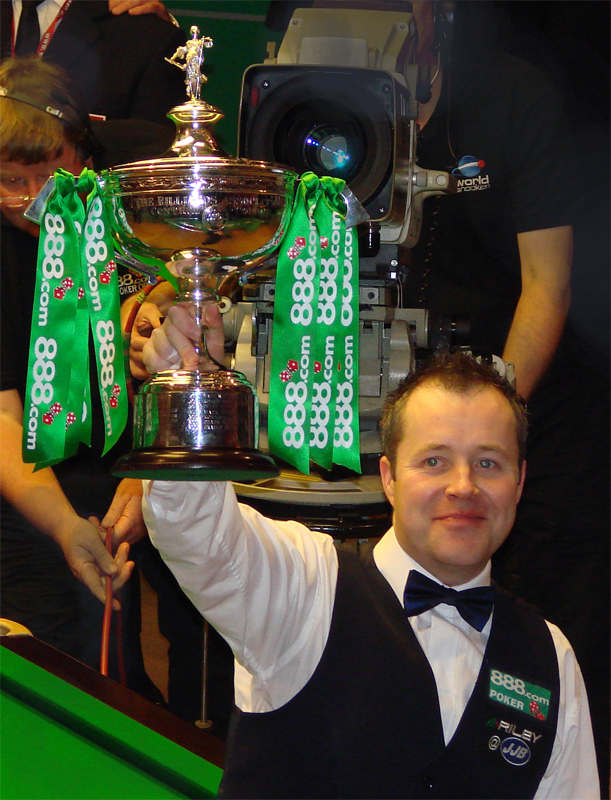
John Higgins – Weltmeister der Jahre 1998, 2007, 2009 und 2011
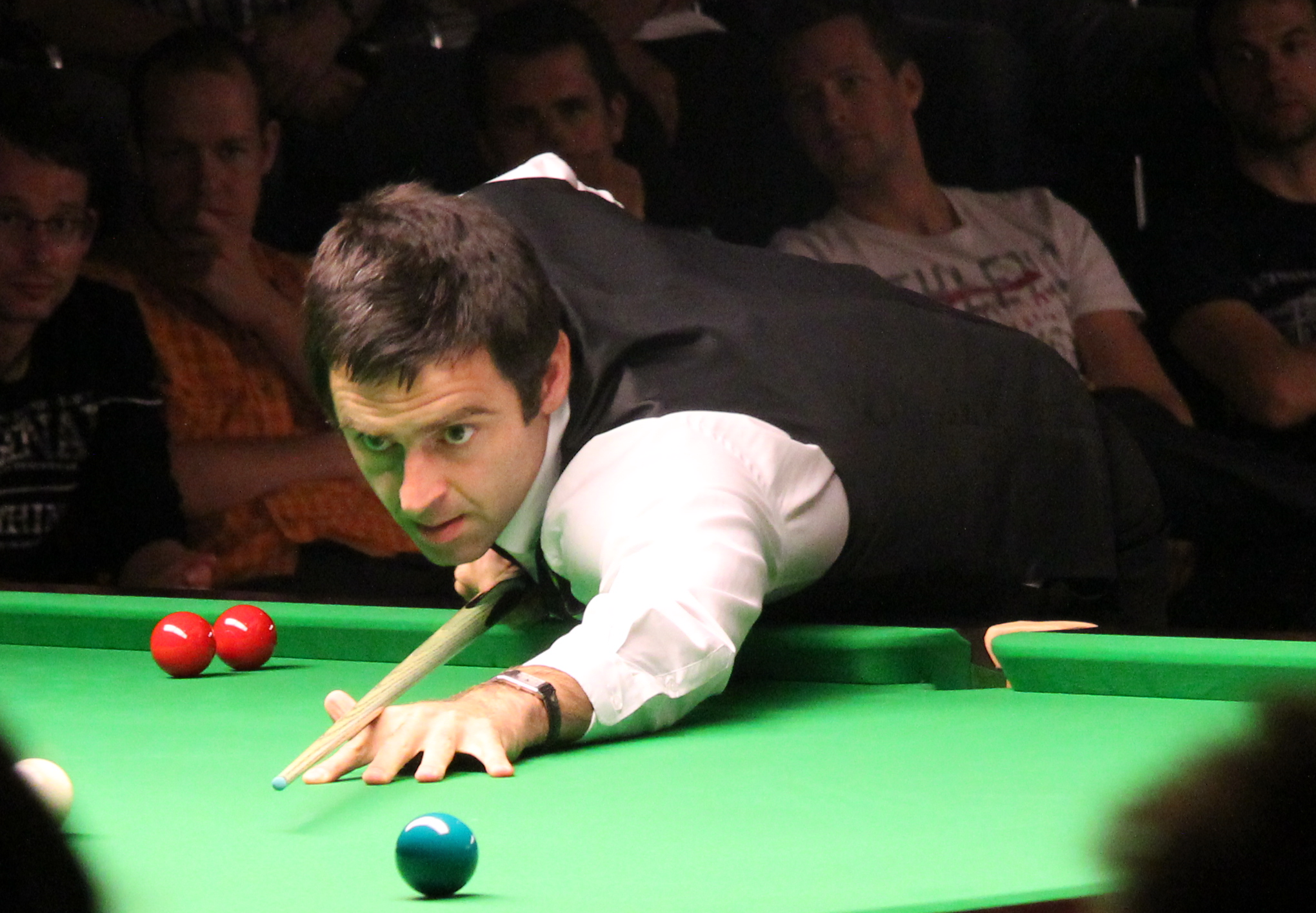
Ronnie O’Sullivan – Weltmeister der Jahre 2001, 2004, 2008, 2012, 2013, 2020 und 2022
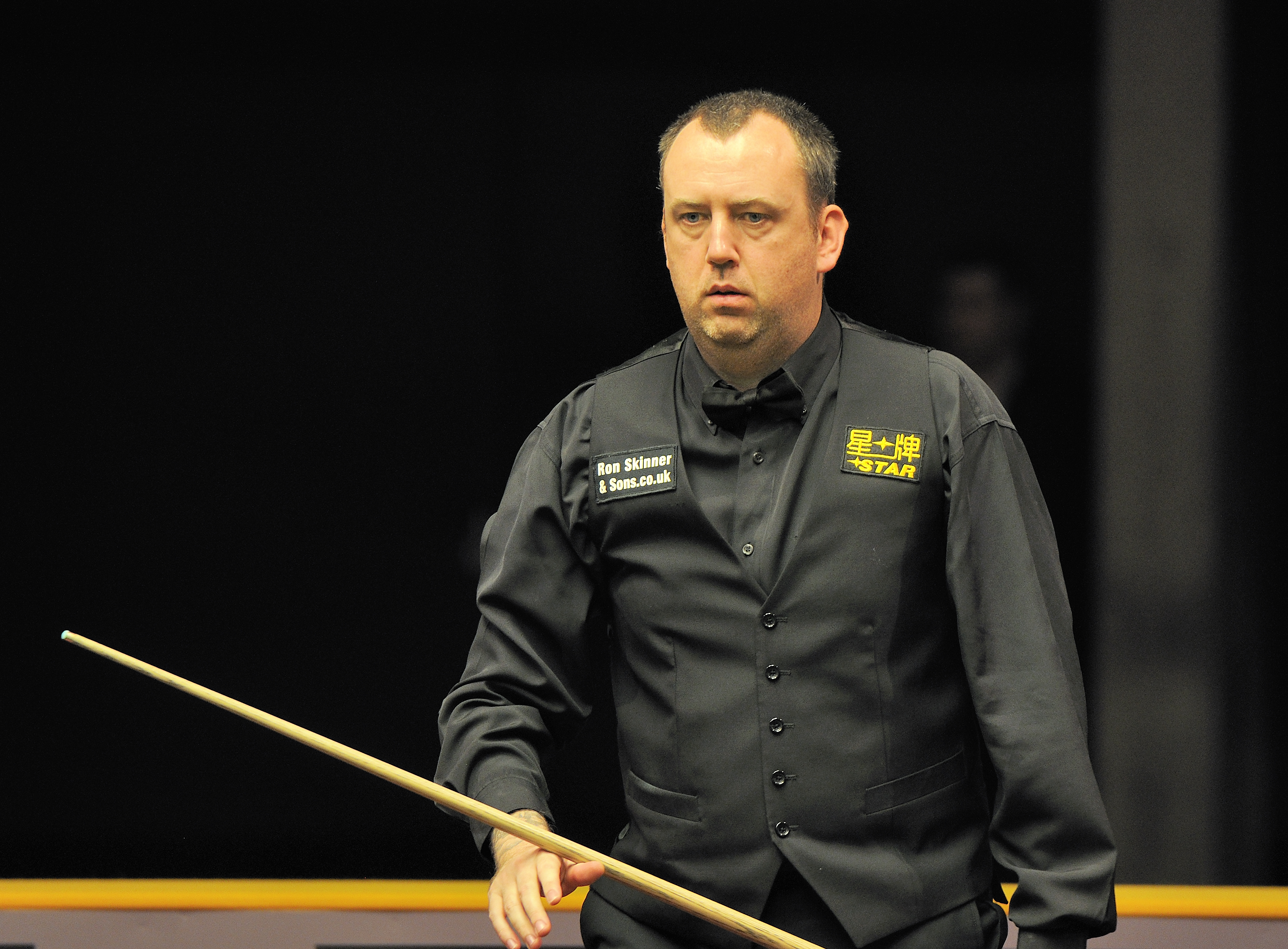
Mark Williams – Weltmeister der Jahre 2000, 2003 und 2018
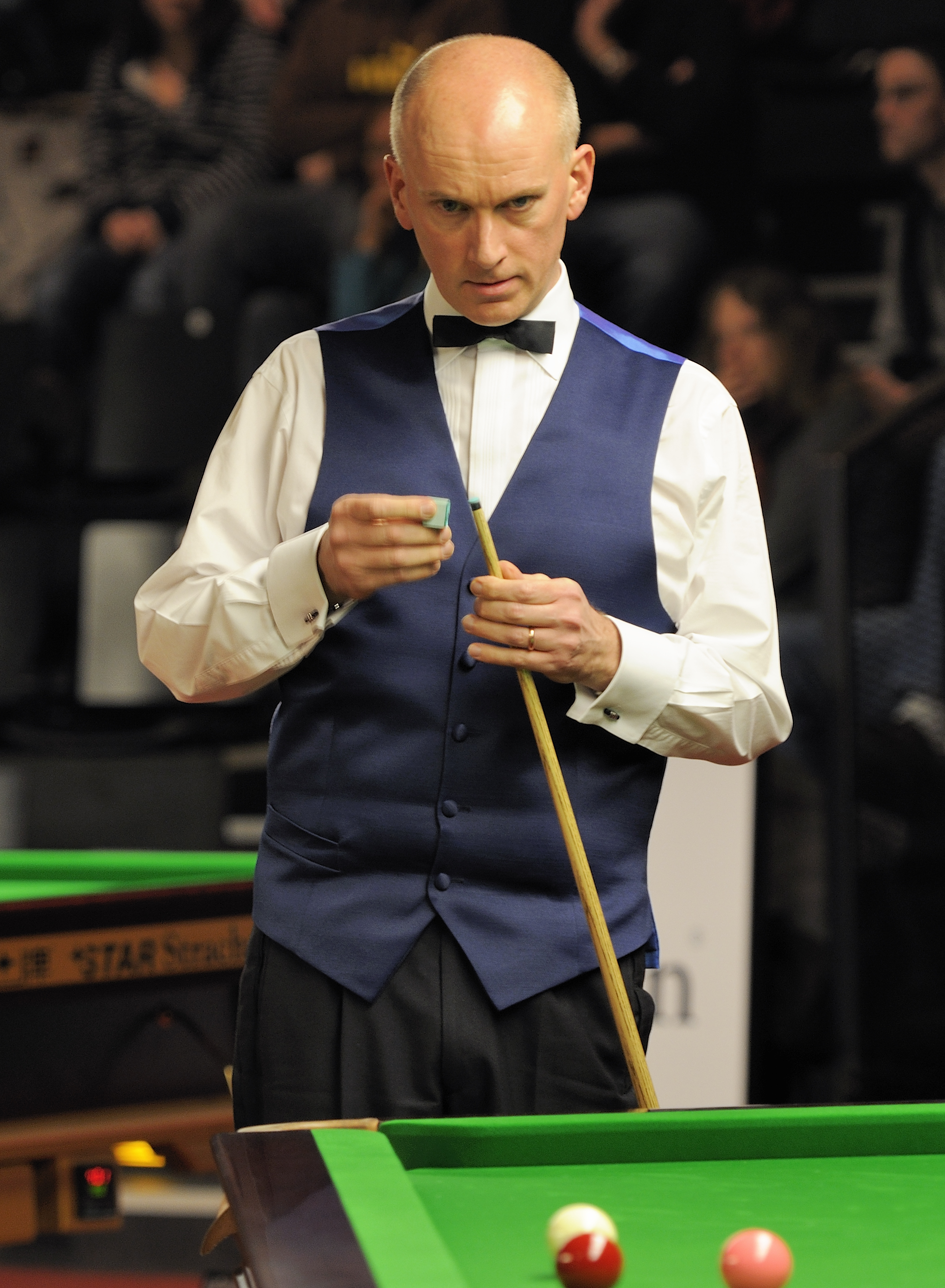
Peter Ebdon – Weltmeister des Jahres 2002
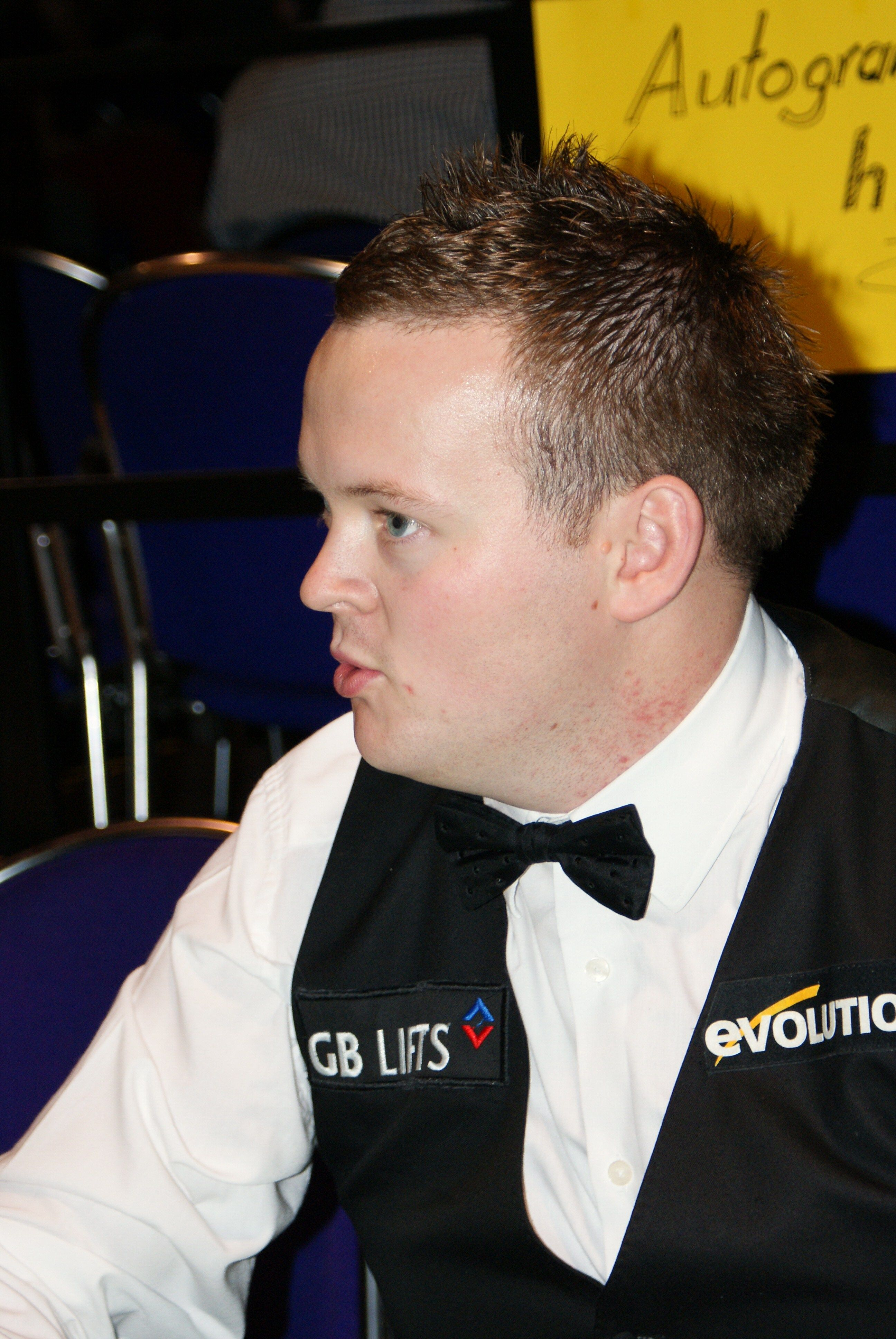
Shaun Murphy – Weltmeister des Jahres 2005
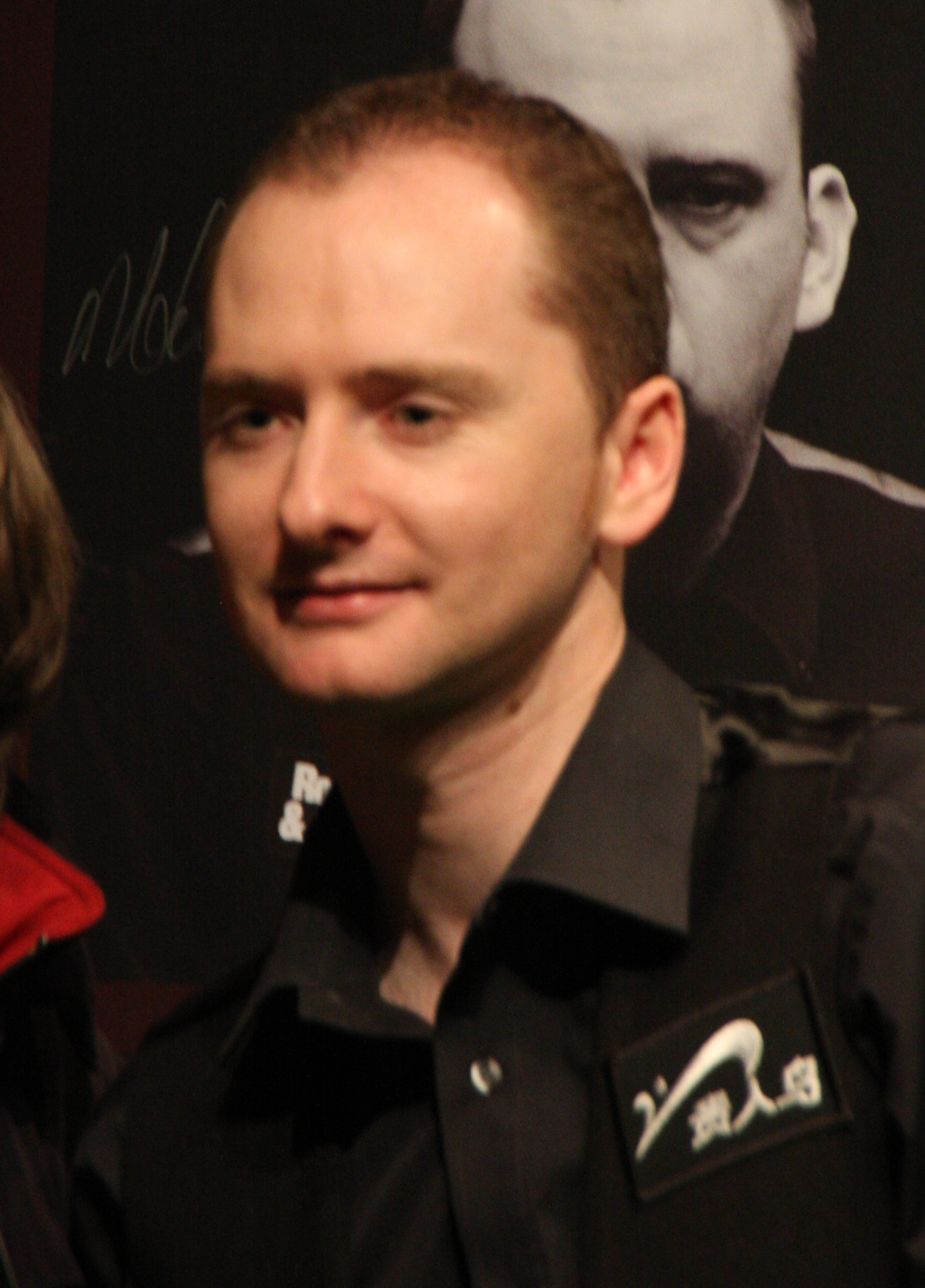
Graeme Dott – Weltmeister des Jahres 2006
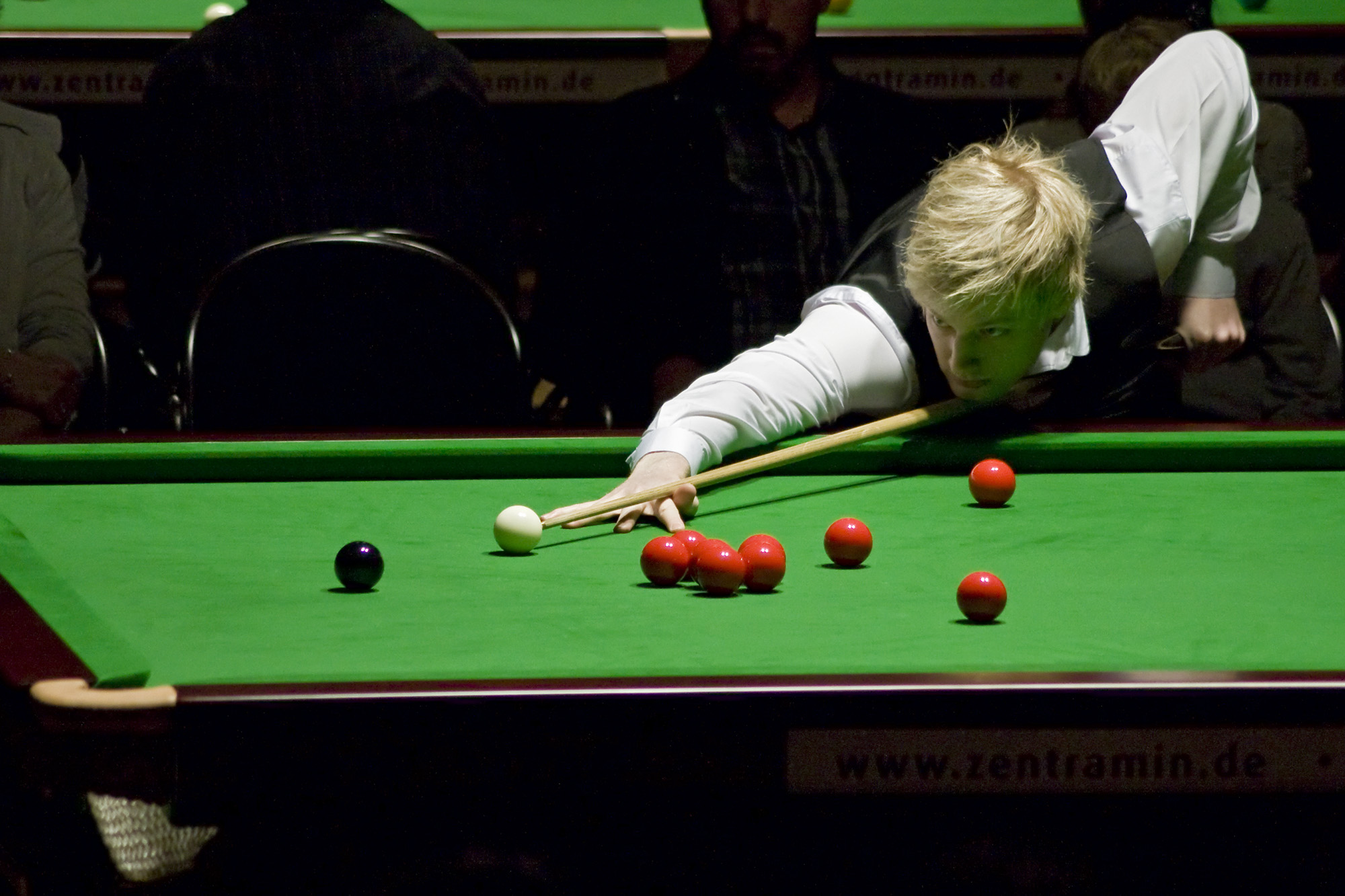
Neil Robertson – Weltmeister des Jahres 2010
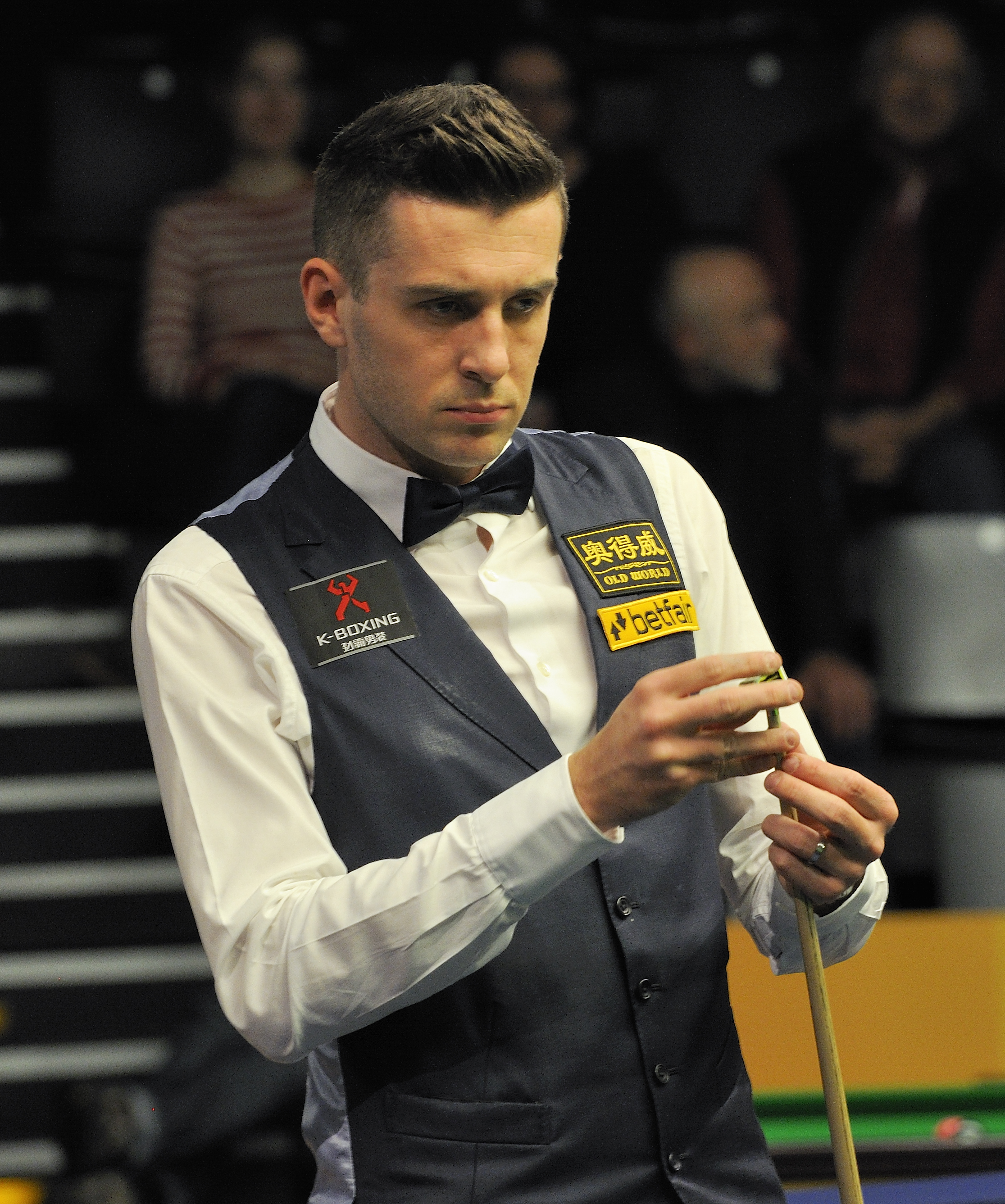
Mark Selby – Weltmeister der Jahre 2014, 2016, 2017 und 2021
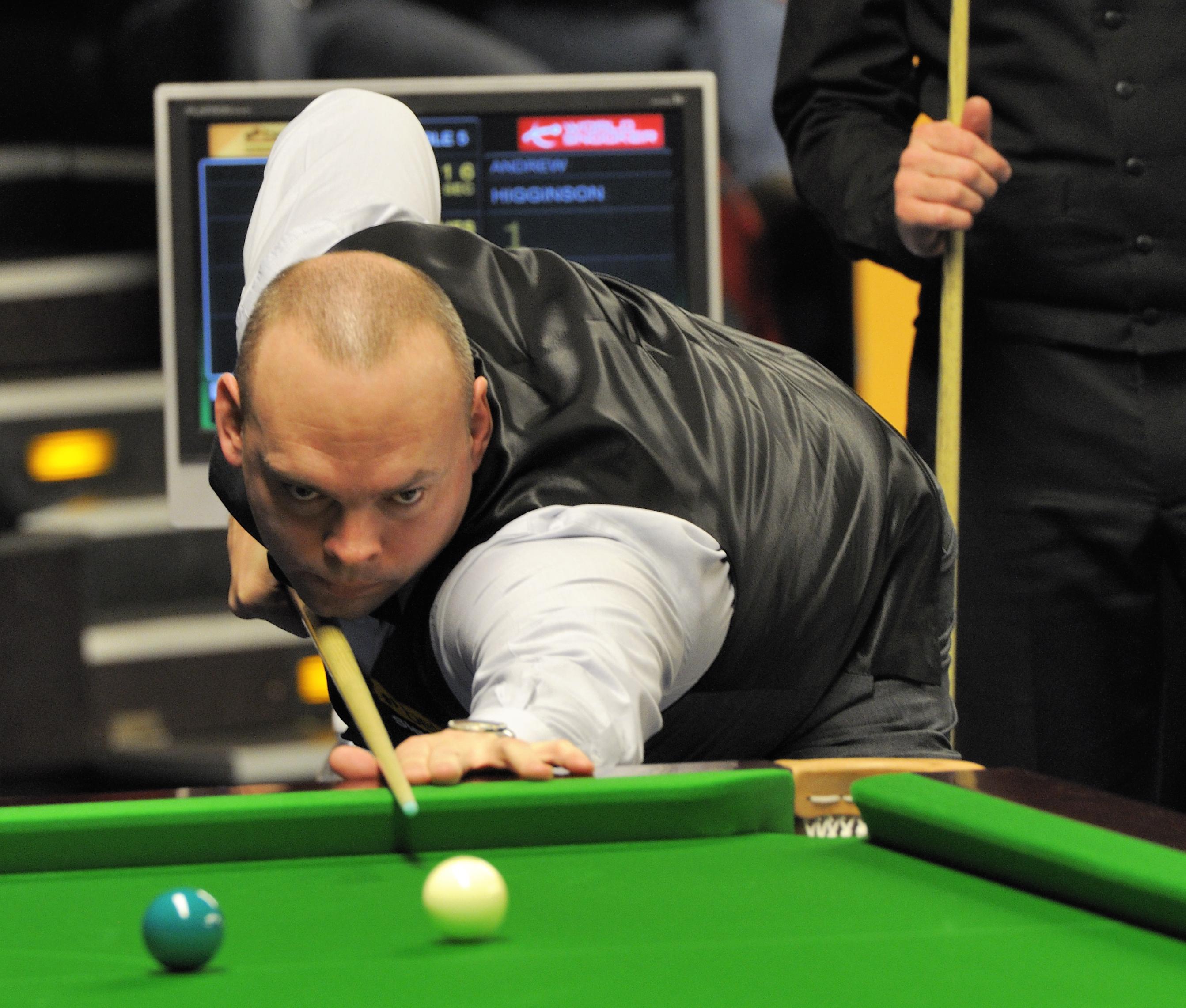
Stuart Bingham – Weltmeister des Jahres 2015
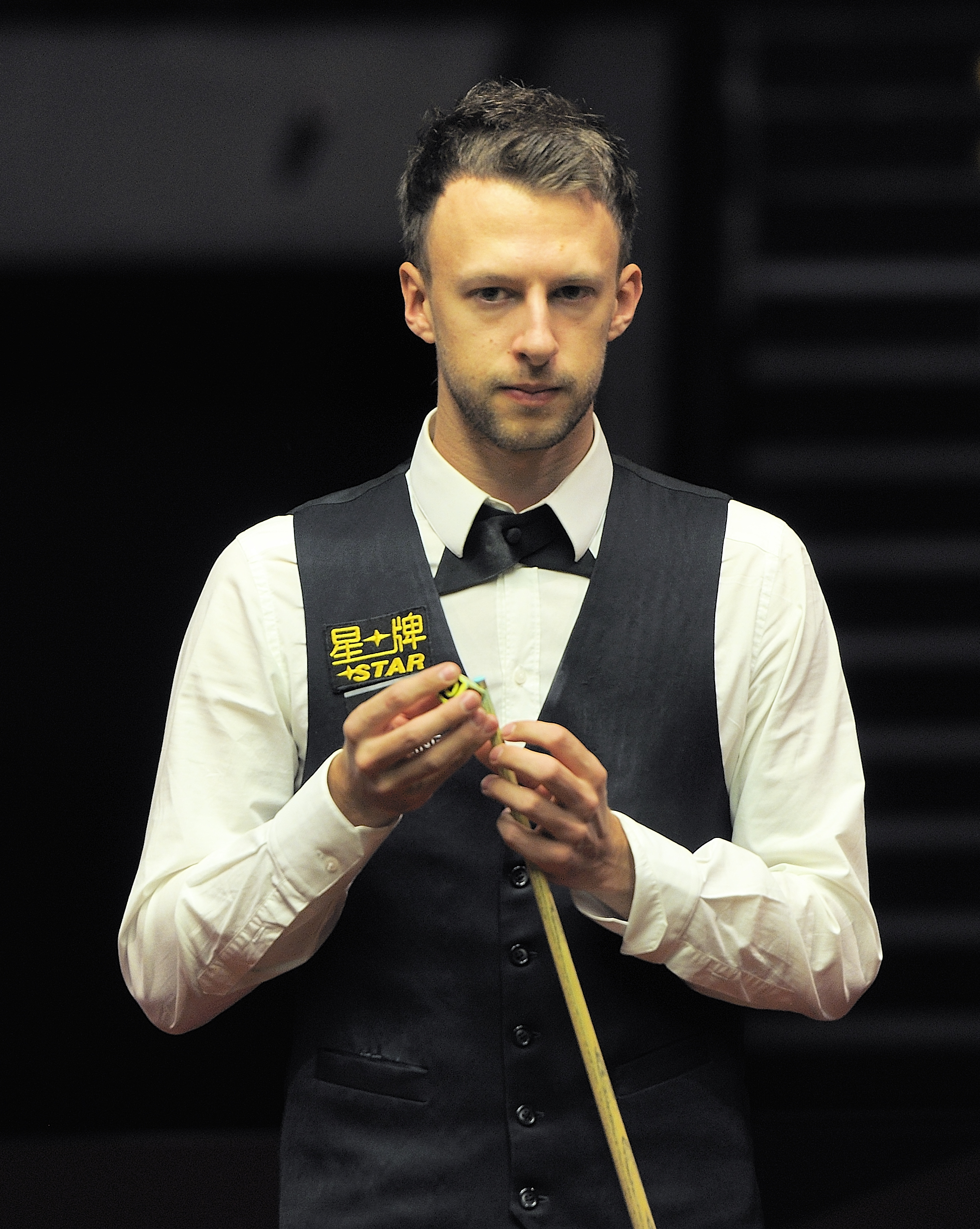
Judd Trump – Weltmeister des Jahres 2019
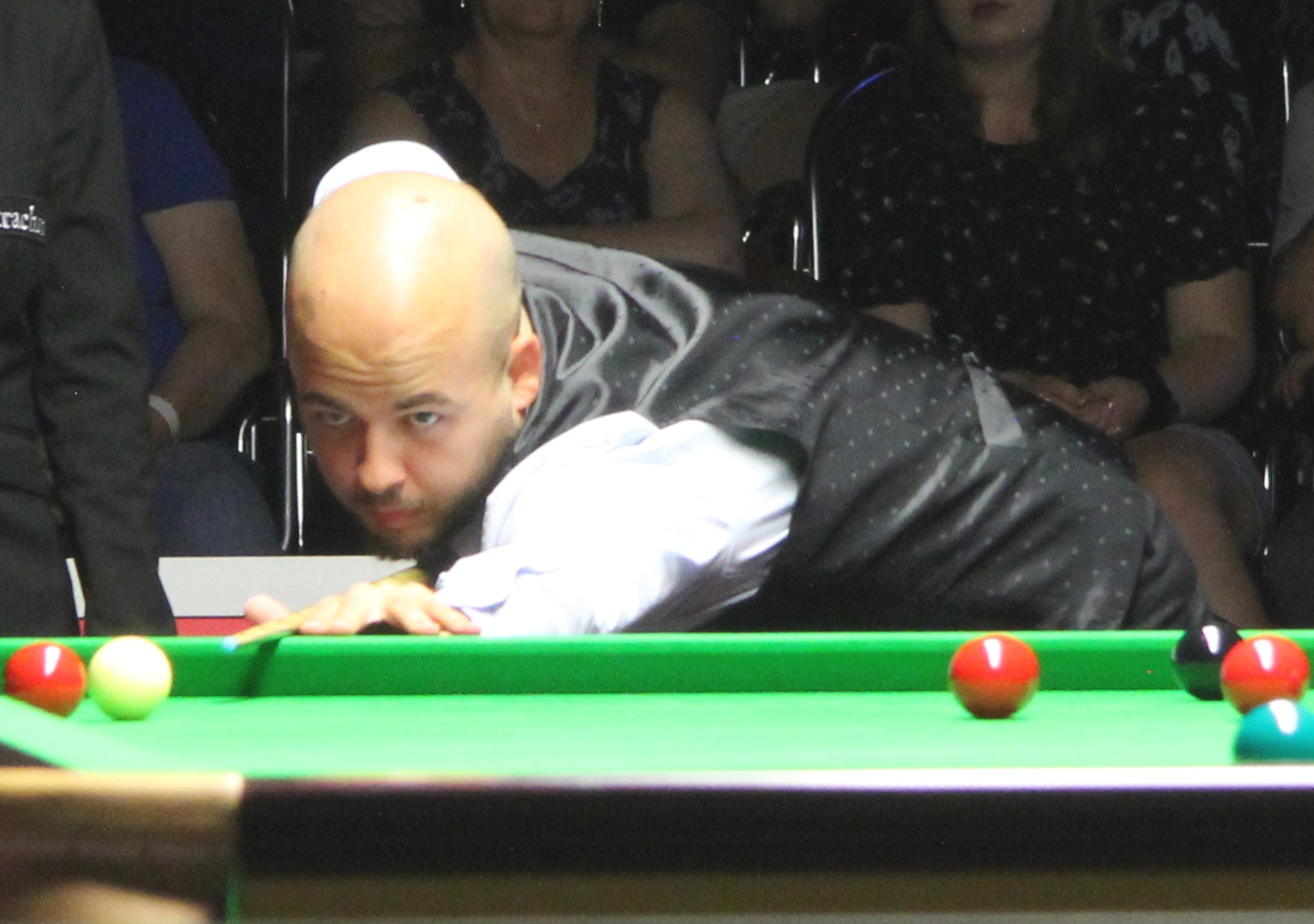
Luca Brecel  – Weltmeister des Jahres 2023
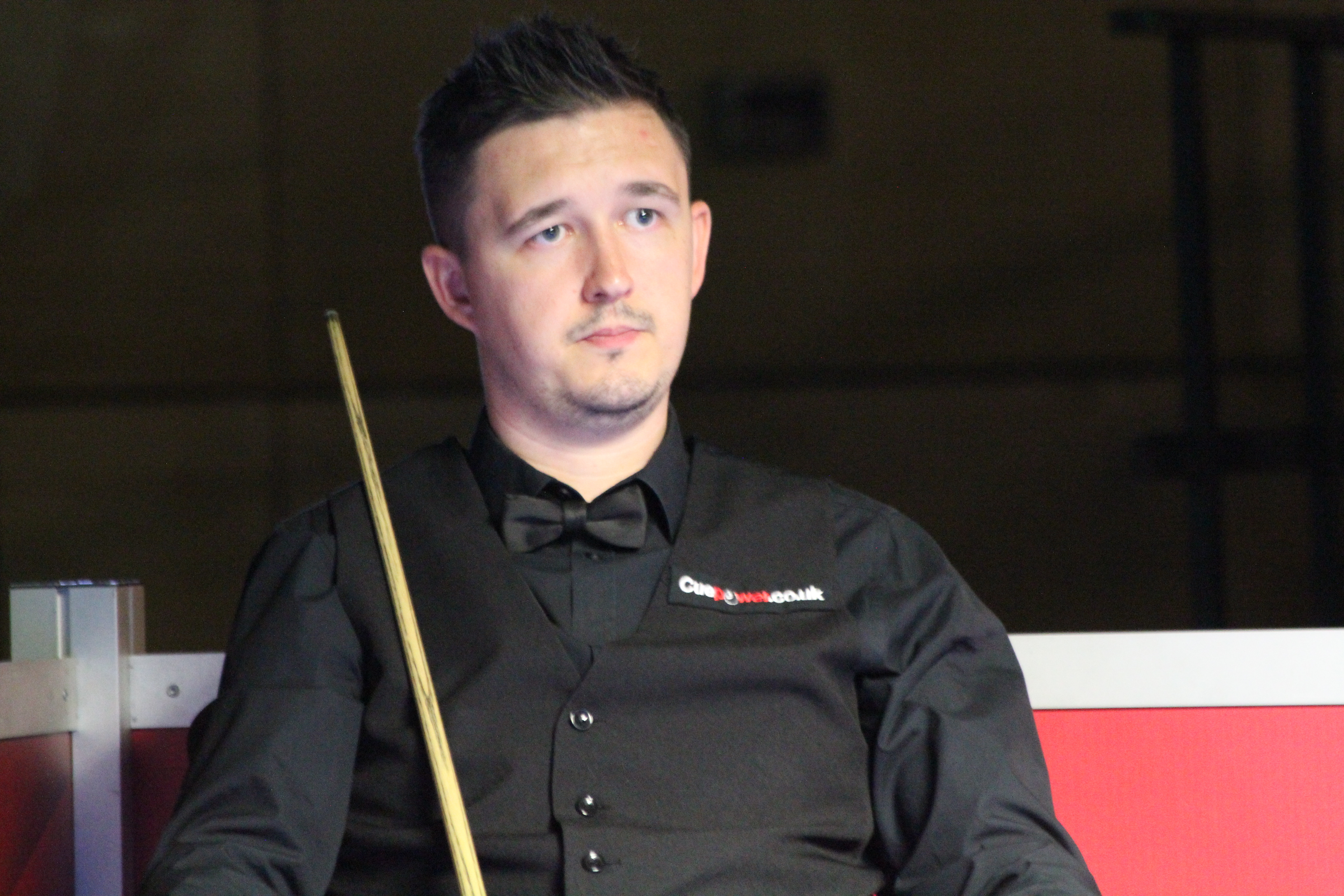
Kyren Wilson – Weltmeister des Jahres 2024
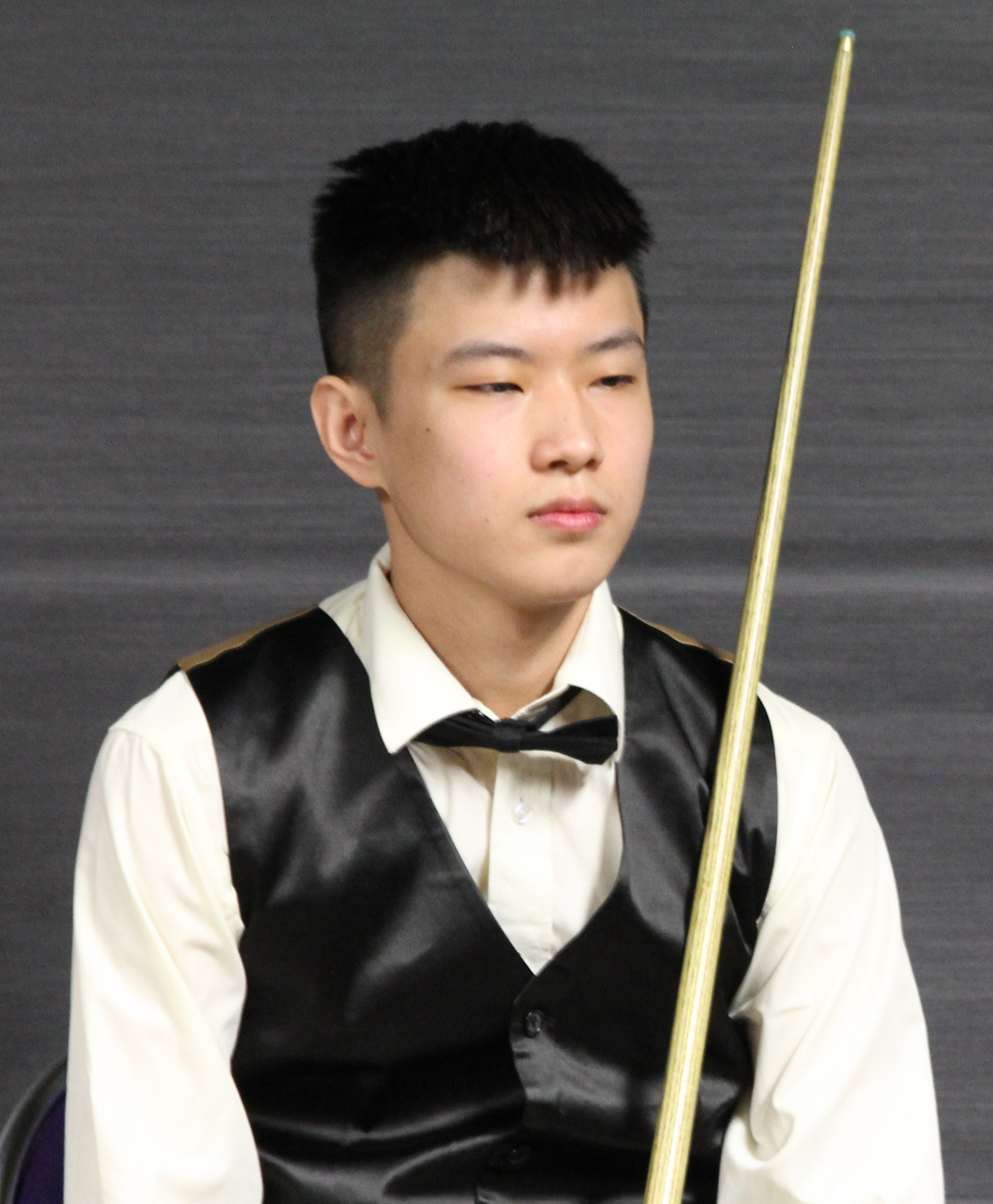
Zhao Xintong – Weltmeister des Jahres 2025

## Aktueller Modus

### Qualifikation
Da das Teilnehmerfeld der Endrunde im Crucible Theatre auf 32 Spieler begrenzt ist, wird im Vorfeld eine Qualifikation ausgespielt. Automatisch gesetzt für die Endrunde sind die 16 besten Spieler der Snookerweltrangliste. Der amtierende Weltmeister ist automatisch qualifiziert; falls er sich nicht in den Top 16 der Weltrangliste befindet, muss der Weltranglistensechzehnte in die Qualifikation.
Die Qualifikation wird in drei Hauptrunden im Best-of-19-Modus gespielt. Dabei treten die Spieler gemäß ihrer Weltranglistenposition gegeneinander an. In der ersten Runde werden 64 Partien gespielt. Die Sieger treten dann in der zweiten Runde gegeneinander an. Die 32 Spieler, die Runde 2 überstanden haben, ermitteln dann in der 3. Runde die 16 Spieler, die sich für die Endrunde im Crucible Theatre qualifizieren.
Bevor die Snooker Main Tour Anfang der 2000er Jahre auf (in der Regel) 96 Spieler begrenzt wurde, gab es noch deutlich mehr Qualifikationsrunden, die auch für Amateurspieler zugänglich waren. So gab es 1999 beispielsweise 14 Qualifikationsrunden, wobei die favorisierten Spieler erst deutlich später eingestiegen sind.
Auch wenn es eine eigene Snookerweltmeisterschaft der Frauen gibt, ist die Weltmeisterschaft der WPBSA nicht auf männliche Spieler begrenzt. Den wenigsten Frauen gelingt jedoch der Sprung ins professionelle Snooker und damit die Qualifikation für dieses Turnier. Mit Reanne Evans hat aber eine der erfolgreichsten Spielerinnen des Frauensnookers bereits mehrmals an der Qualifikation teilgenommen. Des Weiteren gibt es noch eine Amateurweltmeisterschaft, die von der IBSF ausgerichtet wird.

### Endrunde
Seit 1969 wird die Hauptrunde im K.-o.-System gespielt. Dabei treten 32 Spieler gegeneinander an, die im besten Fall fünf Runden (1. Runde, Achtelfinale, Viertelfinale, Halbfinale, Finale) vor sich haben. Die folgende Tabelle gibt an, wie viele Frames in welcher Runde gespielt werden.
| Runde         | maximale Frameanzahl („Best of …“) | zum Sieg benötigte Frames | Frames pro Session |
| ------------- | ---------------------------------- | ------------------------- | ------------------ |
| 1. Runde      | 19                                 | 10                        | 9 – 10             |
| Achtelfinale  | 25                                 | 13                        | 8 – 8 – 9          |
| Viertelfinale | 25                                 | 13                        | 8 – 8 – 9          |
| Halbfinale    | 33                                 | 17                        | 8 – 8 – 8 – 9      |
| Finale        | 35                                 | 18                        | 8 – 9 – 8 – 10     |

Seit 1982 wird die Weltmeisterschaft über einen Zeitraum von 17 Tagen ausgetragen. An jedem Tag werden gewöhnlich drei Sessions gespielt. Lediglich am 6., 9. (manchmal auch am 10.) und 13. Tag sowie an den beiden Finaltagen entfällt die Vormittags-Session. Der letzte Finaltag fiel seit 1983 (mit drei Ausnahmen) immer auf den ersten Montag im Mai, ein in Großbritannien arbeitsfreier Spring Bank Holiday.
Die Vormittags-Session startet jeweils um 10:00 Uhr, die Nachmittags-Session zwischen 13:00 und 14:30 Uhr und die Abend-Session zwischen 19:00 und 20:00 Uhr (alle Angaben in GMT). In jeder Session gibt es nach dem vierten Frame ein mid-session interval, eine kurze Pause, in der sich die Spieler zurückziehen können.
Nachfolgend ist die Einteilung der 46 Sessions auf die 17 Turniertage am Beispiel der Snookerweltmeisterschaft 2011 tabellarisch dargestellt:
| Session    | Sa | So | Mo | Di | Mi | Do | Fr | Sa | So | Mo | Di | Mi | Do | Fr | Sa | So | Mo |
| ---------- | -- | -- | -- | -- | -- | -- | -- | -- | -- | -- | -- | -- | -- | -- | -- | -- | -- |
| Vormittag  | 1  | 4  | 7  | 10 | 13 |    | 18 | 21 | 24 |    | 29 | 32 |    | 37 | 40 |    |    |
| Nachmittag | 2  | 5  | 8  | 11 | 14 | 16 | 19 | 22 | 25 | 27 | 30 | 33 | 35 | 38 | 41 | 43 | 45 |
| Abend      | 3  | 6  | 9  | 12 | 15 | 17 | 20 | 23 | 26 | 28 | 31 | 34 | 36 | 39 | 42 | 44 | 46 |

|                 | Weltranglistenpunkte |
| --------------- | -------------------- |
| Sieger          | 10.000               |
| Finalist        | 08.000               |
| Halbfinalist    | 06.400               |
| Viertelfinalist | 05.000               |
| Letzte 16       | 03.800               |
| Letzte 32       | 02.800 (1.400)       |
| Letzte 48       | 02.300 (1.150)       |
| Letzte 64       | 01.800 0.(900)       |
| Letzte 80       | 01.300 0.(650)       |
| Letzte 96       | 00.800 0.(400)       |

### Einfluss auf die Weltrangliste
Die Weltrangliste wurde nach der Weltmeisterschaft 1976 eingeführt und bezog sich zunächst ausschließlich auf die Resultate der vergangenen drei Weltmeisterschaften. Das Punktesystem der damaligen Zeit war noch recht simpel; es gab fünf Punkte für den Sieger, vier für den unterlegenen Finalisten, drei für die beiden unterlegenen Halbfinalisten und so weiter.
Erst ab der Saison 1982/83 kamen mit den International Open und dem Professional Players Tournament weitere Turniere hinzu, die sich auf die Weltrangliste auswirkten. Die Weltmeisterschaft wurde dabei mit zehn Punkten für den Sieger aufgewertet und die einfließenden Punkte auf die letzten beiden (statt drei) Jahre begrenzt. Mit der Zeit kamen immer mehr Turniere hinzu und das Punktesystem wurde komplexer. Die Weltmeisterschaft hatte von allen Turnieren jedoch stets den mit Abstand größten Einfluss auf die Weltrangliste.
Die zuletzt angewendete Punktevergabe ist in der rechts abgebildeten Tabelle dargestellt. Die Zahlen in Klammern geben hierbei die Punktzahl für eine Auftaktniederlage eines gesetzten Spielers an. Zum Vergleich: Das Turnier mit den zuletzt zweitmeisten Punkten ist die UK Championship mit 8.000 Zählern für den Sieger.
Mit der Saison 2014/15 wurde das Punktesystem abgeschafft und durch die Summierung der über zwei Jahre erspielten Preisgelder ersetzt, wobei nur die bei Weltranglistenturnieren erzielten Preisgelder gezählt werden. Da die Preisgelder bei der Weltmeisterschaft die höchsten sind, hat das dortige Abschneiden nach wie vor den größten Einfluss auf die Weltrangliste.

## Preisgeld
| Preisgeldverteilung 2019 | Preisgeldverteilung 2019 |
| ------------------------ | ------------------------ |
| Weltmeister              | 0 500.000 £              |
| Vizeweltmeister          | 0 200.000 £              |
| Halbfinalisten           | 0 100.000 £              |
| Viertelfinalisten        | 0 50.000 £               |
| Achtelfinalisten         | 0 30.000 £               |
| bei Erstrundenaus        | 0 20.000 £               |
|                          |                          |
| Höchstes Break           | 0 10.000 £               |
| Maximum Break            | 050.000 £                |
|                          |                          |
| Gesamt                   | 2.231.000 £              |

Das Preisgeld wird nach einem bestimmten Schlüssel verteilt. 2019 wurden insgesamt 2.231.000 £ ausgeschüttet, wovon der Sieger allein mehr als ein Fünftel erhielt. Das Preisgeld stieg ab Mitte der 70er Jahre ständig an; 1982 betrug es erstmals über 100.000 £, 1989 erstmals über 500.000 £, 1993 erstmals 1.000.000 £ und von 2001 bis 2003 sogar über 1.500.000 £. Mit dem Wechsel des Hauptsponsors kam es zu einem Einbruch, so dass 2006 und 2007 wieder eine Million Pfund unterschritten wurde. Ab 2009 wurde mehrere Jahre ein Gesamtpreisgeld von 1.110.000 £ ausgeschüttet, das ab 2014 kontinuierlich anstieg. 2019 überschritt es mit 2.231.000 £ erstmals die Zwei-Millionen-Marke.
Einen Sonderpreis gibt es für den Spieler mit dem höchsten Break des Turniers. Dabei wird zwischen Qualifikations- und Hauptrunde unterschieden. Erreichen mehrere Spieler ein höchstes Break bzw. ein Maximum Break, wird die Summe geteilt.
Für ein Maximum Break gab es von 1978 bis 2010 eine Extraprämie. Betrug diese zu Beginn noch 10.000 £, wurde sie in den 1980er Jahren schrittweise erhöht; ab der Weltmeisterschaft 1995 wurden schließlich 147.000 £ ausgeschüttet. Da die Anzahl gespielter Maximum Breaks auch bei anderen Turnieren in den 2000er Jahren kontinuierlich anstieg, wurde die Summe für den Weltsnookerverband zu einem erheblichen Kostenfaktor. Bei der Weltmeisterschaft 2011 gab es erstmals seit 1978 keine Extraprämie mehr. Nach Unmutsbekundungen einiger Spieler wurde dann zu Beginn der Snookersaison 2011/12 ein Jackpot-System eingeführt, nach dem sich die Prämie für ein Maximum Break bei jedem großen Ranglisten-Turnier um 5.000 £ erhöht, wenn keinem Spieler ein 147er Break gelingt.

## Fernsehberichterstattung

### Britischer Raum
Obwohl man in den 1950er Jahren einige Versuche unternommen hatte, Snooker im Schwarz-Weiß-Fernsehen zu etablieren, indem man die verschiedenen Bälle mit ihrem jeweiligen Zahlenwert (ähnlich wie beim Poolbillard) beschriftete, setzten sich regelmäßige Übertragungen erst mit der Verbreitung des Farbfernsehens Ende der 1960er Jahre und der Fernsehberichterstattung der BBC vom Pot Black Cup 1969 durch. Dies sorgte für eine Popularisierung des Snookersports in Großbritannien.
In den Jahren 1969 und 1970 sponserte das Unternehmen John Player die Snookerweltmeisterschaften. Da das Fernsehen jedoch noch kein Interesse an der Übertragung des langen Weltmeisterschaftsformats zeigte, zog man sich wieder aus dem Snookersport zurück. In den frühen 1970er Jahren gelang es jedoch der West Nally Group (ein Sportmarketing-Unternehmen) zusammen mit der Gallaher Group, als Sponsor einige Snookerturniere zu veranstalten und im Fernsehen zu platzieren. So entschied man sich auch, die Snookerweltmeisterschaften von 1972 bis 1974 mit Gallaghers Marke Park Drive zu sponsern. Das Fernsehen übertrug zunächst jedoch nur entscheidende Sessions der Halbfinal- und Final-Partien. Damals zog sich ein komplettes Finalmatch beispielsweise mit 75 möglichen Frames noch über fünf Tage hin und erschien so zu lang für eine vollständige Berichterstattung.
In der ersten von Embassy gesponserten Weltmeisterschaft 1976 plante die BBC eine Übertragung der Höhepunkte des Finales. Ursprünglich wollte man erst am letzten Finaltag auf Sendung gehen, jedoch führte Ray Reardon gegen Alex Higgins bereits frühzeitig mit großem Abstand, so dass man einen Tag früher als geplant beginnen musste. Die hektisch aufgestellten TV-Lichter schienen die Spieler jedoch so sehr zu stören, dass Reardon irgendwann heftig aufbrauste und die Lichter umgehängt werden mussten.
Nachdem sich die West Nally Group schon 1975 aus dem Snookersport zurückgezogen hatte, übernahm 1977 der Snookerspieler und Unternehmer Mike Watterson die Aufgabe des Promoters. Die BBC-Übertragung wurde auf die drei letzten Finaltage ausgedehnt. Die hohen Einschaltquoten sorgten dafür, dass es im Folgejahr schließlich eine tägliche Berichterstattung gab, worauf sich die Snookerweltmeisterschaft fortan zu einem medialen Großereignis entwickelte. 1978 zeigte die BBC täglich eine 50-minütige Zusammenfassung der Spiele und berichtete zudem insgesamt 26 Stunden live vom Turnier. 1980 umfasste die Live-Berichterstattung bereits 70 Stunden.
Die Einschaltquoten stiegen von Jahr zu Jahr kontinuierlich an: Waren es 1978 noch 7 Millionen Zuschauer, die das Finale verfolgten, sahen es 1980 bereits 14,5 Millionen Zuschauer und 1981 schließlich 15,6 Millionen. Auch die Vormittags-Sessions während der Werktage erreichten mit durchschnittlich 1,5 Millionen Zuschauern eine vergleichsweise hohe Einschaltquote. Der Anstieg des Zuschauerinteresses gipfelte in einer Rekord-Einschaltquote von 18,5 Millionen Zuschauern während des Black ball finals zwischen Steve Davis und Dennis Taylor 1985. Eine weitere hohe Einschaltquote wurde für das Weltmeisterschaftsfinale 1994 ermittelt, als 13,8 Millionen Zuschauer den Sieg von Stephen Hendry über Jimmy White sahen.
Das enge Finale zwischen Stephen Hendry und Peter Ebdon bei der Snookerweltmeisterschaft 2002 sahen auf BBC2 im Durchschnitt 5,4 Millionen Menschen, zu Spitzenzeiten sogar fast acht Millionen. Damit übertraf das Finale sogar das parallel auf BBC1 übertragene Endspiel des englischen Fußballpokals (FA Cup) zwischen dem FC Arsenal und dem FC Chelsea.
In der jüngeren Vergangenheit brachte die Weltmeisterschaft 2011 mit insgesamt 27,1 Millionen Zuschauern über das gesamte Turnier (im Finale 6,6 Millionen zu Spitzenzeiten und 3,9 Millionen im Schnitt) eine deutliche Steigerung zu den Vorjahren.

### Außerhalb Großbritanniens
Laut Angaben der WPBSA wird die Weltmeisterschaft derzeit in über 75 Staaten der Erde übertragen.
Lange Zeit war die Popularität von Snooker – und somit auch der Snookerweltmeisterschaft – hauptsächlich auf Großbritannien beschränkt. Etwa seit dem Jahrtausendwechsel überträgt Eurosport die Snookerweltmeisterschaft jedoch auch in vielen anderen europäischen Staaten. In Deutschland sind die Einschaltquoten mit bis zu einer Million Zuschauer zu Spitzenzeiten für kontinentaleuropäische Verhältnisse besonders hoch und machen die Snookerweltmeisterschaft neben der Tour de France zu einer der meistgesehenen Sportveranstaltungen des Senders.
Inzwischen ist der größte Markt für Snooker nach Gesamtzuschauern jedoch die Volksrepublik China. Der Sportkanal des Staatsfernsehens (CCTV-5) und die Shanghai Media Group übertragen dort. Das Halbfinale der Weltmeisterschaft 2011 zwischen Ding Junhui und Judd Trump sahen in der Spitze 31,8 Millionen Chinesen, im Durchschnitt waren es 19,4 Millionen.

## Sponsoren
In den Jahren 1969 und 1970 sponserte John Player mit der Marke Player’s No. 6 die Weltmeisterschaft. Mit der Gallaher Group (Marke: Park Drive, 1972–1974) und Imperial Brands (Marke: Embassy, 1976–2005) folgten weitere Tabakkonzerne. Mit einer Gesetzesänderung 2003 wurde die Tabakwerbung in Großbritannien jedoch deutlich eingeschränkt. Schon in den 80er Jahren gab es regelmäßig Antiraucher-Proteste vor dem Crucible Theater, bei denen Plakate mit der Aufschrift „Smoking Kills“ oder „Snooker Blood Money“ gezeigt wurden.
Nach einer zweijährigen Übergangsfrist übernahm mit der 888 Holding ein Wettanbieter das Sponsoring. Obwohl ein Fünfjahresvertrag vereinbart war, zog sich 888 nach drei Jahren zurück. Von 2009 bis 2012 hatte der Wettanbieter Betfred einen Sponsorenvertrag. Im Jahr 2013 war Betfair Sponsor der Weltmeisterschaft, im Jahr 2014 Dafabet. Ab 2015 übernahm erneut Betfred längerfristig das Sponsoring.

## Statistiken

### Finalergebnisse
(inklusive aller Endspielresultate)

### Spieler-Statistiken

#### Anzahl Weltmeisterschaftstitel
Stand: nach der WM 2025
| Platz | Spieler           | Siege | Jahre                                                    |
| ----- | ----------------- | ----- | -------------------------------------------------------- |
| 1.    | Joe Davis         | 15    | 1927–1940, 1946                                          |
| 2.    | Fred Davis        | 8     | 1948, 1949, 1951, 1952–1956 (World Matchplay)            |
| 2.    | John Pulman       | 8     | 1957 (World Matchplay), 1964 (2×), 1965 (3×), 1966, 1968 |
| 4.    | Stephen Hendry    | 7     | 1990, 1992–1996, 1999                                    |
| 4.    | Ronnie O’Sullivan | 7     | 2001, 2004, 2008, 2012, 2013, 2020, 2022                 |
| 6.    | Ray Reardon       | 6     | 1970, 1973–1976, 1978                                    |
| 6.    | Steve Davis       | 6     | 1981, 1983, 1984, 1987–1989                              |
| 8.    | John Higgins      | 4     | 1998, 2007, 2009, 2011                                   |
| 8.    | Mark Selby        | 4     | 2014, 2016, 2017, 2021                                   |
| 10.   | John Spencer      | 3     | 1969, 1971, 1977                                         |
| 10.   | Mark Williams     | 3     | 2000, 2003, 2018                                         |
| 12.   | Walter Donaldson  | 2     | 1947, 1950                                               |
| 12.   | Alex Higgins      | 2     | 1972, 1982                                               |
| 14.   | Horace Lindrum    | 1     | 1952                                                     |
| 14.   | Terry Griffiths   | 1     | 1979                                                     |
| 14.   | Cliff Thorburn    | 1     | 1980                                                     |
| 14.   | Dennis Taylor     | 1     | 1985                                                     |
| 14.   | Joe Johnson       | 1     | 1986                                                     |
| 14.   | John Parrott      | 1     | 1991                                                     |
| 14.   | Ken Doherty       | 1     | 1997                                                     |
| 14.   | Peter Ebdon       | 1     | 2002                                                     |
| 14.   | Shaun Murphy      | 1     | 2005                                                     |
| 14.   | Graeme Dott       | 1     | 2006                                                     |
| 14.   | Neil Robertson    | 1     | 2010                                                     |
| 14.   | Stuart Bingham    | 1     | 2015                                                     |
| 14.   | Judd Trump        | 1     | 2019                                                     |
| 14.   | Luca Brecel       | 1     | 2023                                                     |
| 14.   | Kyren Wilson      | 1     | 2024                                                     |
| 14.   | Zhao Xintong      | 1     | 2025                                                     |

#### „Fluch des Crucible“
Der sogenannte „Fluch des Crucible“ (engl.: Crucible curse) bezeichnet den Umstand, dass in der Crucible-Ära kein Snookerweltmeister seinen erstmals gewonnenen Titel im folgenden Jahr verteidigen konnte. Joe Johnson (1987) und Ken Doherty (1998) schafften es im Jahr darauf immerhin ins Finale. Mit Steve Davis, Stephen Hendry, Ronnie O’Sullivan und Mark Selby schafften überhaupt erst vier Spieler zwei Titelgewinne in Folge, für alle vier waren es aber nicht die ersten beiden Titel gewesen.
Vor der Crucible-Ära konnten die Spieler Joe Davis, Fred Davis und John Pulman ihren ersten Titel bei der folgenden Weltmeisterschaft verteidigen.

### Nationen-Statistiken

#### Anzahl WM-Titel
Stand: nach der WM 2025
| Platz | Land                | Gesamtzahl WM-Titel | Anzahl vers. Spieler |
| ----- | ------------------- | ------------------- | -------------------- |
| 1.    | England             | 58                  | 14                   |
| 2.    | Schottland          | 14                  | 4                    |
| 3.    | Wales               | 10                  | 3                    |
| 4.    | Nordirland          | 3                   | 2                    |
| 5.    | Australien          | 2                   | 2                    |
| 6.    | Kanada              | 1                   | 1                    |
| 6.    | Irland              | 1                   | 1                    |
| 6.    | Belgien             | 1                   | 1                    |
| 6.    | Volksrepublik China | 1                   | 1                    |

#### Anzahl nach Nationen
Gilt für den Zeitraum 1977–2025.
| Platz | Land                | vers. Teilnehmer | größter Erfolg |
| ----- | ------------------- | ---------------- | -------------- |
| 1.    | England             | 118              | Sieg           |
| 2.    | Wales               | 23               | Sieg           |
| 3.    | Schottland          | 20               | Sieg           |
| 4.    | Volksrepublik China | 18               | Sieg           |
| 5.    | Kanada              | 10               | Sieg           |
| 5.    | Irland              | 10               | Sieg           |
| 7.    | Nordirland          | 9                | Sieg           |
| 8.    | Australien          | 5                | Sieg           |
| 9.    | Thailand            | 5                | Halbfinale     |
| 10.   | / Südafrika         | 3                | Finale         |
| 11.   | Malta               | 2                | Viertelfinale  |
| 12.   | Belgien             | 1                | Sieg           |
| 13.   | Hongkong            | 1                | Halbfinale     |
| 14.   | Neuseeland          | 1                | Viertelfinale  |
| 14.   | Norwegen            | 1                | Viertelfinale  |
| 16.   | Iran                | 1                | Achtelfinale   |
| 17.   | Finnland            | 1                | 1. Runde       |
| 17.   | Island              | 1                | 1. Runde       |
| 17.   | Zypern              | 1                | 1. Runde       |
| 17.   | Schweiz             | 1                | 1. Runde       |

#### Teilnehmer aus Deutschland, Österreich und der Schweiz
Lange Zeit konnte sich kein Snookerspieler aus den D-A-CH-Ländern für die Endrunde der Snookerweltmeisterschaft qualifizieren. Die deutschen Profis Lasse Münstermann (2001, 1. Qualifikationsrunde) und Patrick Einsle (2007, 2. Qualifikationsrunde) und der Nachwuchsspieler Lukas Kleckers (2015, 2016, 2018 und 2019, jeweils 1. Qualifikationsrunde) scheiterten jeweils in der frühen Phase der Qualifikation. Auch der Schweizer Alexander Ursenbacher verpasste mehrmals die Qualifikation, 2017 jedoch erst in der entscheidenden Runde nach einem 4:10 gegen Yan Bingtao. Drei Jahre später schaffte er als erster D-A-CH-Teilnehmer die Qualifikation.